# Batalla de Luzón
La batalla de Luzón (también conocida como Operación Luzón, u Operación Mosquetero: Mike 1), fue una operación militar librada en 1945 durante la guerra del Pacífico, entre el Ejército de los EE. UU. y las Fuerzas Imperiales Japonesas. El escenario fue la isla más grande de las Filipinas, Luzón, que había sido capturada por los japoneses en 1942, durante la batalla de Filipinas.
El enfrentamiento comenzó el 9 de enero de 1945, con el desembarco estadounidense en el golfo de Lingayén, y duró más de 6 meses. La jungla de Luzón proporcionó a las defensas japonesas muchos escondites durante la operación. Aunque el avance de las tropas estadounidenses fue inicialmente rápido, vaciló a finales de enero cuando los japoneses defendieron encarnizadamente varias ciudades clave. Estos lugares fueron cercados y tomados por algunas formaciones estadounidenses, mientras que el avance fue continuado por la 1.ª División de Caballería, que llegó hasta Manila, el 2 de febrero. Tras la pérdida de las principales ciudades al sur y centro de la isla, las tropas japonesas restantes se retiraron al norte bajo el mando del general Tomoyuki Yamashita, donde resistieron hasta agosto utilizando tácticas dilatorias y de guerrilla. Durante esta batalla, arribó a Manila el Escuadrón 201 de México, que comenzó sus operaciones en la última fase del conflicto. Los combates en la isla terminaron con un armisticio, el 15 de agosto de 1945. El 2 de septiembre, se firmó la rendición incondicional de todas las tropas japonesas en Luzón.

## Antecedentes
Estados Unidos compró las Filipinas a España en 1898 como resultado de la guerra hispano-estadounidense, y posteriormente la convirtió en una colonia de facto en contra de las expectativas del movimiento independentista filipino y del mundo en general. El movimiento independentista fue aplastado en la guerra filipino-estadounidense, y la supremacía estadounidense no fue desafiada nuevamente hasta el estallido de la guerra en el Pacífico. Después del ataque a Pearl Harbor, las tropas japonesas al mando del general Homma Masaharu, desembarcaron en las Filipinas el 8 de diciembre de 1941 y obligaron al repliegue de alrededor de 180 000 soldados estadounidenses y filipinos al mando del general Douglas MacArthur. Mientras MacArthur se replegaba a la isla Corregidor con las últimas tropas con capacidad de combate, los soldados estadounidenses que quedaban en Luzón se rindieron el 9 de abril, en la península de Bataán. Los aproximadamente 70 000 sobrevivientes de las fuerzas filipinas y estadounidenses, fueron obligados a marchar más de 100 km al campamento O'Donell (antigua posición estadounidense) por las tropas japonesas. Unos 2000 soldados estadounidenses y 16 000 filipinos murieron durante la marcha, conocida como la marcha de la muerte de Bataán. El general MacArthur ya se había retirado a Australia el 12 de marzo, a bordo de una lancha rápida, desde la isla Corregidor.
Sin embargo, ya en septiembre de 1942, después de la derrota de Japón en la batalla de Midway el 6 de junio, MacArthur informó al Estado Mayor Conjunto que era necesario liberar las Filipinas de los japoneses. El personal estadounidense discutió la posibilidad de recuperar las Filipinas en este punto, pero inicialmente fue rechazado por razones estratégicas: las tropas estadounidenses ya estaban operando en las islas Salomón y Nueva Guinea, razón por la cual no había suficiente capacidad de tropas y embarcaciones disponibles para recuperar las Filipinas. También se consideraba un desembarco en Taiwán, que pertenecía a Japón desde 1895, y era en extremo económicamente valioso para este último.

### Importancia estratégica de la isla
Mantener el control de la isla era crucial para los japoneses, ya que desde ahí las tropas estadounidenses podían aislar a las fuerzas japonesas en el Pacífico Sur, de las fuerzas restantes en China, Birmania e Indochina. Filipinas podía ser utilizada por los estadounidenses como base avanzada de operaciones y como base para ataques aéreos en caso de una reconquista posterior de Borneo, o Singapur. El archipiélago, fue también una importante fuente de suministros para la industria de guerra japonesa, especialmente de caucho y lino. Estratégicamente, Filipinas ocupaba una posición clave para Japón en las rutas marítimas desde Borneo y Sumatra, por las que se transportaba el petróleo de guerra a Japón.

### Comienzo de la reconquista de las Filipinas
En julio de 1944, después de la destrucción de varias flotas japonesas en las islas Marianas, y bajo una intensa presión del presidente Franklin D. Roosevelt, del propio MacArthur y de la prensa estadounidense, las fuerzas estadounidenses realizaron un asalto anfibio en las Filipinas. En septiembre, MacArthur finalmente obtuvo permiso para liderar una fuerza terrestre que desembarcaría en la isla de Leyte, en octubre de 1944. Al mismo tiempo, la Armada debería tratar de destruir a la flota japonesa en una gran batalla naval en las islas de Leyte y Sámar, como un factor determinante en el curso de la guerra.
La invasión de Leyte fue la operación anfibia más grande realizada por las fuerzas estadounidenses y aliadas en la guerra del Pacífico, hasta ese momento. El general MacArthur fue designado Comandante Supremo de las fuerzas navales, aéreas y terrestres para la operación. El apoyo naval y aéreo aliado consistió principalmente en la 7.ª Flota de los Estados Unidos, bajo el mando del vicealmirante Thomas C. Kinkaid. Esta flota estaba destinada a transportar y apoyar a las fuerzas de desembarco. La Armada Real Australiana contribuyó como la segunda flota más grande con cinco buques de guerra, tres lanchas de desembarco y cinco lanchas de apoyo. Leyte fue asegurada finalmente en diciembre de 1944.
Después del éxito de la invasión, se elaboraron planes para atacar la isla de Luzón para debilitar más a los japoneses tanto económica, como militarmente.

## Planificación

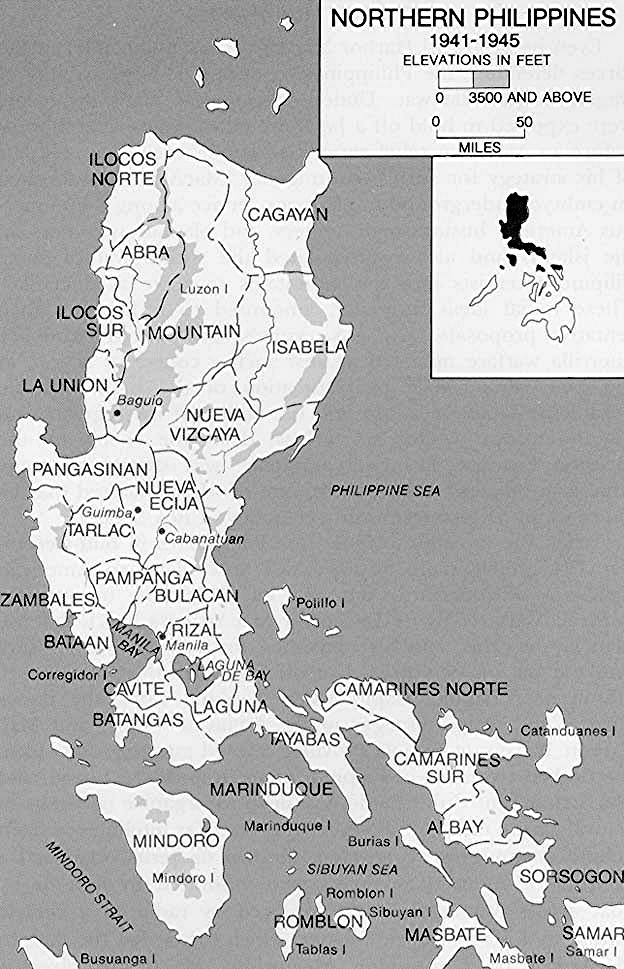
Mapa de Luzón con los lugares más importantes, así como bases japonesas

Ya en 1943, el Estado Mayor estadounidense había elaborado un plan para un ataque a Luzón. Este preveía atacar primero las formaciones japonesas en el sur de la isla y en la capital, Manila y, aislarlas del resto de la guarnición en el norte de la isla. Sin embargo, este plan dejaba abierto lo que sucedería después de la conquista de Manila, y si primero se debía abordar la ocupación japonesa en el norte, o si se debían liberar las ciudades más importantes en el sur de Luzón. El 25 de julio de 1943, Roosevelt solicitó personalmente que se incluyera en los planes, un avance hacia el norte después del cerco de Manila; MacArthur también estuvo de acuerdo con este plan. Los mandos de los dos ejércitos estadounidenses asignados para llevar a cabo la operación contra Luzón, en particular el general Walter Krueger, que tendría el mando táctico durante la operación y serviría como jefe de Estado Mayor de MacArthur, fueron informados de esta decisión. El objetivo de esta misión se indicó en un informe a finales de junio de 1944: «El objetivo del ataque contra la isla filipina de Luzón, es rodear al enemigo en el sur y destruir las formaciones enemigas en el norte, en un cerco de doble pinza. Solo entonces, el 6.º Ejército tendrá que destruir las posiciones enemigas restantes». Los defensores de la isla se estimaron en 150 000 como máximo, ya que el personal de operaciones creía que varios miles de soldados japoneses habían sido trasladados a Birmania.
Además, bajo la presión del general MacArthur, se decidió un desembarco en la isla de Mindoro para apoyar los desembarcos de Lingayén desde las bases aéreas locales. Este desembarco tuvo lugar el 13 de diciembre de 1944. En los siguientes tres días, las fuerzas japonesas en Mindoro fueron derrotadas, y la isla fue tomada por completo el 16 de diciembre.
Las órdenes finales al personal de Krueger se dieron el 25 de julio de 1944. Varios batallones de paracaidistas y tanques del 8.º Ejército de EE. UU. fueron asignados con el 6.º Ejército para esta operación. Deberían atacar posiciones japonesas en las crestas y terrenos llanos. Las divisiones de infantería del 6.º Ejército, por otro lado, debían desembarcar en el golfo de Lingayén, en la costa occidental de Luzón, y después comenzarían el avance hacia Manila. Por su parte, el 8.º Ejército debía desembarcar al sur del golfo, en la provincia de Zambales, según el plan. Allí, atravesarían las líneas japonesas al norte de la península de Bataán, aislándolas del resto de la isla antes de marchar hacia Manila, donde girarían al sureste de la capital y rodearían la ciudad junto con el 6.º Ejército. Las alas interiores de ambos ejércitos, formadas por los Cuerpos I y XI, serían los encargados de asegurar Luzón central durante el avance. Se dio prioridad al cerco y conquista de las ciudades de San Miguel, Tarlac y Baguió, así como a las provincias de Tarlac, Bulacán, Zambales, Pangasinán, Pampanga y Nueva Écija. MacArthur fue nombrado personalmente por Roosevelt como comandante en jefe de la operación. El general Krueger, por su parte, tenía el mando táctico durante el combate.
El general MacArthur había declarado que la captura de la capital de las Filipinas era prioritaria. El avance sobre Manila no debía retrasarse, ya que se suponía que después de tomar la ciudad, los japoneses probablemente huirían a las montañas y dejarían el norte de Luzón a los estadounidenses, casi sin presentar resistencia. Estaba previsto que las últimas defensas japonesas en el valle del Cagayán, en la Cordillera y las montañas al norte de Luzón (la Sierra Madre) no serían desarticuladas hasta agosto de 1945.

## Ubicación japonesa

### Trabajos de fortificación entre 1944 y 1945
Poco después de que comenzara la batalla de Leyte, el alto mando japonés, bajo presión del gabinete de Koiso, ordenó la expansión de las posiciones defensivas en la región del Pacífico occidental y especialmente en Luzón. Desde el 30 de octubre de 1944, se habían construido varias líneas defensivas fortificadas en la isla, principalmente por trabajadores esclavizados coreanos y chinos, prisioneros de guerra aliados y soldados japoneses. La primera de estas líneas discurría en la zona de San Fernando - Pozorrubio - Mapandán, la segunda en la zona de Umingán - Guimba, y la tercera en la zona de Bambang - San José, mientras que una cuarta discurría por las montañas de la Sierra Madre. Entre 60 000 y 100 000 trabajadores y soldados participaron en las obras. Cuando comenzaron los desembarcos estadounidenses en Luzón, las diversas estructuras de defensa, principalmente búnkeres, obstáculos antitanques, trincheras, agujeros individuales, sistemas de túneles, trampas para tanques y nidos de ametralladoras solo estaban completadas en un 20 a 60%. Además, había algunos antiguos fuertes insulares que fueron conquistados por los japoneses en 1942; destacan el Fuerte Drum (isla el Fraile) y la isla Corregidor, que fue utilizada por MacArthur como última línea de defensa. El Fuerte Drum, también conocido como el acorazado de concreto, era una isla fuertemente fortificada en la bahía de Manila. Ubicada al sur de Corregidor, la isla se convirtió en una poderosa fortaleza para los zapadores estadounidenses en 1914. Tenía forma de barco y se componía casi en su totalidad de hormigón. Los depósitos de municiones y los cuarteles de la guarnición japonesa, conformada aproximadamente por 200 efectivos, estaban rodeados por un caparazón de hormigón armado de hasta 11 metros de grosor.

### Fuerzas defensivas
Desde 1942, los japoneses habían estacionado al 14.º Ejército del Área, nombre clave Shōbu (尚武, «adoración del guerrero») en el norte de Filipinas, que para 1944 contaba con alrededor de 450 000 efectivos. Al inicio de la guerra, este ejército contaba con casi 200 000 hombres, en 1943 esta unidad se incrementó con 250 000 soldados más. Estos últimos eran soldados parcialmente entrenados, en su mayoría veteranos transferidos a Luzón desde Birmania e Indochina, emparejados con reclutas prácticamente sin entrenamiento y carentes de experiencia debido a su apresurada movilización. Dado que la producción de armas de la industria japonesa cayó a partir de mayo de 1944 por los numerosos ataques de los bombardeos B-29 Superfortress y, que los submarinos estadounidenses habían hundido gran parte de las embarcaciones de transporte japonesas, había problemas de abastecimiento que se manifestaban particularmente en la falta de ametralladoras y otras armas pesadas de infantería. Debido a esto, la mayoría de los soldados estaban armados con fusiles Arisaka tipo 99 relativamente simples. También había escasez de equipos de comunicación, vehículos, municiones de grueso calibre y otros bienes que no se podían producir en Filipinas. Por la escasez de equipos de radio, la comunicación entre las unidades individuales era especialmente susceptible a interferencias.
A principios de 1944, 275 685 hombres estaba estacionados en Luzón. El 26 de septiembre de 1944, el general Tomoyuki Yamashita asumió el mando del ejército, que en ese momento comprendía a seis divisiones de infantería, las 10.ª, 19.ª, 23.ª, 45.ª, 103.ª y 105.ª. Además, también estuvieron presentes la 2.ª División Blindada y una división de paracaidistas Dai-1 Teishin Shūdan. Un total de nueve divisiones defendían la isla de Luzón, cuya superficie es de 108.172 km². Como resultado, las formaciones estaban muy dispersas y, en caso de un ataque, no podían reunirse rápidamente para presentar un frente continuo al enemigo. Solo las tropas que custodiaban las líneas de defensa podían reunirse rápidamente, pero incluso si el frente se hubiera formado con éxito, solo habrían estado disponibles entre 100 y 200 soldados, y entre 2 y 3 cañones por kilómetro.

### Estrategia de defensa

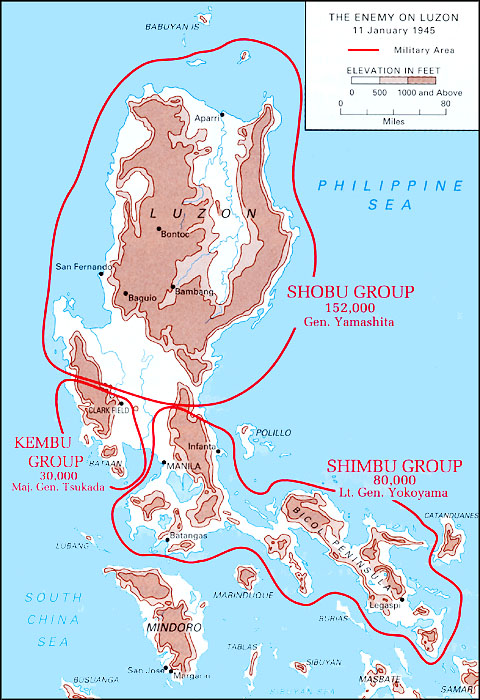
Posiciones de las tres formaciones japonesas en Luzón, 11 de enero de 1945.

El plan de defensa original de Yamashita se basó en la defensa interior. Dado que el suministro de sus tropas era crítico en caso de batalla, decidió defender principalmente aquellas regiones donde las tropas japonesas podrían haber encontrado suficientes suministros. En su Informe «Situación No. 12» al Ministerio de la Guerra japonés del 1 de diciembre de 1944, escribió: «La táctica que considero apropiada es concentrar la fuerza principal de las tropas bajo mi mando en las áreas al norte de Manila [...] porque puedo garantizar una mayor resistencia de mis unidades. Mientras tanto, la armada debería intentar destruir las flotas enemigas con un ataque marítimo y aéreo usando ataques Tokkōtai. Las áreas al poniente de Manila [...] no son defendibles».  De acuerdo con este plan, debería omitirse una defensa de la propia capital.
El personal de Yamashita organizó la disposición de las unidades ya en diciembre de 1944: las tropas en Luzón se dividieron en tres escuadras: Shōbu (尚武), Shimbu (振武) y Kembu (建武).
La escuadra Shōbu debía defender el norte de Luzón. Las divisiones 10.ª, 19.ª, 23.ª y 103.ª estaban subordinadas a este grupo, así como la 58.ª Brigada Mixta Independiente, partes de la 2.ª División Blindada, así como gran parte de las municiones. El apoyo aéreo potencial fue proporcionado por parte de la 4.ª Flota Aérea, estacionada en Luzón desde 1942. El comandante de esta fuerza era el mismo Yamashita; su puesto de mando, el cuartel general de la escuadra, todo el personal de operaciones y el centro de comunicaciones estaban en Baguió. Las unidades solo participaron en los combates por primera vez a mediados de febrero. Aunque el general Yamashita tenía 109 tanques, solo 45 de ellos eran de tipo moderno. La cifra de 140 tanques se mencionó más tarde en la cuenta oficial japonesa. Sin embargo, no hay información confiable sobre el tamaño de las fuerzas japonesas de la escuadra Shōbu. En varios documentos japoneses va desde 150 000 soldados, 1800 cañones, 109 tanques y 360 aviones, hasta un máximo de 180 000 soldados, 2354 cañones, 140 tanques y 530 aviones. Según el material de archivo, es más probable que se supongan los números más bajos. Estas tropas comprendían alrededor del 68% del personal y la artillería, así como el 80% de los tanques y el 40% de los aviones de todas las fuerzas japonesas en la isla. Yamashita ordenó a estas tropas que defendieran cada metro de terreno. Para estar preparado para posibles avances enemigos en el frente, reunió una reserva operativa al mando del teniente general Omura, al noroeste de la fuerza principal.
Según el plan, la escuadra Kembu defendió la península de Bataán, el aeródromo de la base aérea de Clark y la isla Corregidor. Consistía en el 39.º Regimiento de Infantería y unos 15 000 marineros e infantes de marina no organizados. El comandante era el general Rikichi Tsukada. El general Tsukada tenía 39 tanques y un total de unos 33 000 hombres, 300 cañones y 160 aviones.
La escuadra Shimbu defendió, en el sur de Luzón, el área desde la capital Manila hasta la península de Bicolandia. Aquí tampoco hay información confiable sobre el tamaño de las tropas japonesas. Se estiman entre 50 000-70 000 soldados, 800-980 cañones, 67-100 tanques y 40-90 aviones. El comandante de esta escuadra, el teniente general Shizuo Yokoyama, ordenó a unos 30 000 de estos soldados se atrincheraran en el noroeste de Manila, ya que esperaba el avance estadounidense desde allí. Las tropas restantes a su disposición deberían servir como reserva.

## Aterrizajes en Luzón

### Desembarco del 6.º Ejército en el golfo de Lingayén (9 de enero)
Las tropas estadounidenses capturaron la isla de Leyte en noviembre de 1944. Se ordenó entonces al general MacArthur que lanzara una operación a gran escala contra la isla de Luzón. El objetivo de la operación era destruir primero las posiciones de defensa y comunicaciones japonesas en Luzón, y luego utilizar una flota de asalto anfibio para transportar las fuerzas de invasión a la costa de la isla. El 8 de enero de 1945, según el plan, las unidades anfibias del 6.º Ejército de los EE. UU. desembarcarían en Luzón.
Las unidades del 6.º Ejército fueron embarcadas en varios buques de transporte en el puerto de Ormoc, el 1 de enero de 1945. Esta flota de transporte fue escoltada fuera del golfo de Leyte por la 7.ª Flota, al mando del almirante Jesse B. Oldendorf. La flota de invasión contaba con 273 barcos: 170 transportes, 9 acorazados, 15 portaaviones de escolta, 8 cruceros ligeros, 51 destructores y 20 dragaminas. Transportaron alrededor de 270 000 soldados.

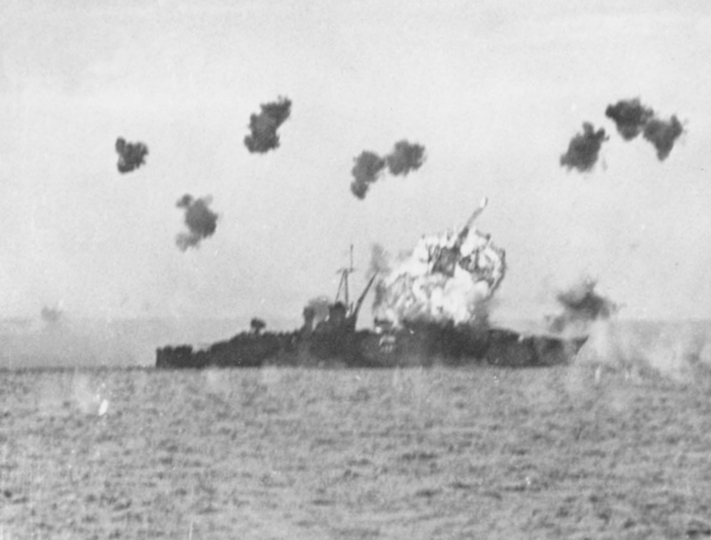
El crucero USS Lousville es impactado por un ataque kamikaze en el golfo de Lingayén

La flota estadounidense fue avistada a unos 50 kilómetros de la costa de Cebú en la tarde del 2 de enero por el barco de escolta japonés N.º 35, que inmediatamente envió un mensaje por radio al alto mando japonés en la isla de Mindanao. El alto mando envió el mensaje al Comando de la Fuerza Aérea del Ejército, en Luzón. El Comando de la Fuerza Aérea envió un hidroavión Mitsubishi F1M2 Pete para reconocimiento. Sin embargo, el avión fue atacado y derribado sobre Cebú por dos Grumman F6F Hellcats de la flota, matando a todos sus tripulantes. El alto mando de Luzón decidió, a petición del almirante Matome Ugaki, organizar un fuerte ataque kamikaze contra la flota estadounidense. Ya el 3 de enero, 120 aviones japoneses estaban listos para despegar de las pistas de la base aérea de Clark. En su mayoría eran Mitsubishi A6M Zero, Mitsubishi J2M Raiden, Mitsubishi G4M Betty y Nakajima Ki-43 Oscar. Todos fueron armados con bombas de 250 kg. Sin embargo, en la mañana del 3 de enero, solo dos aviones japoneses atacaron a la flota estadounidense. Uno cayó sobre un buque cisterna en un ataque kamikaze, en el que su motor atravesó la cubierta y explotó en la sala de máquinas, matando a doce marineros además del piloto.

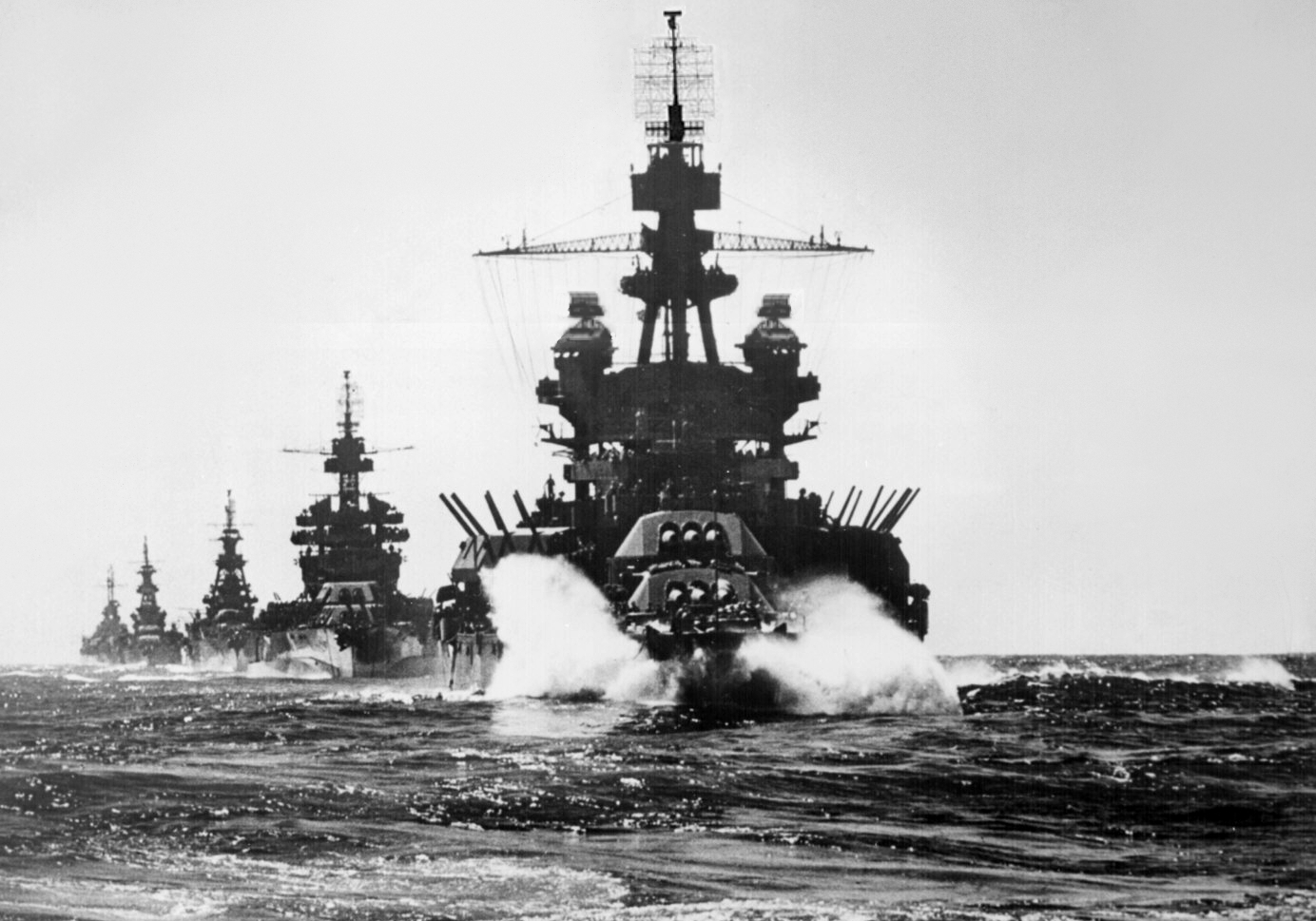
El USS Pennsylvania liderando a la flota de invasión, en su aproximación a Luzón

El 4 de enero, un kamikaze atacó al portaaviones de escolta USS Ommaney Bay. El avión bimotor, un Kawasaki Ki-45 Nick, atravesó dos cubiertas antes de explotar. Una bomba del avión detonó en un depósito de combustible para aviones, provocando una gran explosión. Esta, y el incendio subsiguiente dañaron tanto al portaaviones, que fue evacuado y luego hundido por el destructor USS Burns.
Durante los siguientes seis días, otros 114 aviones japoneses atacaron la flota, hundiendo tres barcos de transporte y un dragaminas, el USS Palmer, además del destructor USS Long. Otras unidades fueron atacadas, pero pudieron ser remolcadas a las bases navales de Ulithi, Leyte o Pearl Harbor. Entre las unidades dañadas había dos acorazados, cuatro cruceros, cinco destructores y dos transportes. Estos ataques kamikaze mataron a 325 marineros e hirieron a otros 800. De las tropas de desembarco a bordo, 240 murieron mientras que 293 resultaron heridas.
El 5 de enero, parte de la flota estadounidense había llegado al golfo de Lingayén, en la costa oeste de Luzón. Dos formaciones de barcos se acercaron a 500 metros de la costa y dispararon unos 5000 proyectiles contra las antiguas defensas estadounidenses que los japoneses habían ocupado y ampliado. El bombardeo duró seis horas y destruyó más de 30 búnkeres y posiciones enemigas. Alrededor de 350 aviones bombardearon simultáneamente las playas y los aeródromos interiores más pequeños. 42 aviones japoneses fueron destruidos en tierra o derribados. Otros doce aviones japoneses fueron alcanzados por cañones antiaéreos de la flota estadounidense. Las pérdidas estadounidenses, por otro lado, ascendieron a cinco aviones. Mientras tanto, la Task Force 76, que constaba de tres portaaviones de escolta, dos cruceros y once destructores, comandados por el contraalmirante Allen E. Smith, bombardeó las islas japonesas de Chichi-jima y Haha-jima para evitar que los escuadrones japoneses estacionados allí participaran en combate aéreo sobre Luzón. Una tercera flota, bajo el mando del contraalmirante James L. MacRea, y que constaba de seis portaaviones, tres cruceros y 23 destructores, bombardeó las islas Kuriles. El crucero ligero japonés Kitakami, de clase Kuma, fue alcanzado y su sala de máquinas fue dañada frente a Chichi-jima, por bombarderos SB2C Helldiver.
El 6 de enero, aviones estadounidenses atacaron nuevamente la isla. Los 350 aviones de la Task Force 38, maniobrando a unos 250 kilómetros de la costa de Taiwán, bombardearon Luzón y destruyeron 59 aviones enemigos en tierra, perdiendo dos bombarderos y 17 cazas. Durante la noche siguiente, 78 cazas nocturnos Northrop P-61, que operaban desde China, atacaron los aeródromos de Luzón y lanzaron varias bombas de napalm. Sin embargo, fueron atacados por un escuadrón de Kawasakis Ki-45, y perdieron siete cazas. Las bajas japonesas en este combate aéreo se desconocen.
El 7 de enero, la flota de transporte, acompañada de varios cruceros y destructores, ya estaba posicionada en el golfo de Lingayén. A las 6 a. m. comenzó otro fuerte bombardeo a la playa, que continuó hasta las 12 p. m. por cazas de los portaaviones de escolta, la Task Force 38 y la fuerza aérea terrestre de China, con un total de 900 aviones aproximadamente. Los F6F Hellcats, los F4U Corsairs y los SB2C Helldivers atacaron las posiciones defensivas en las playas, mientras que los bombarderos medianos B-25 Mitchell bombardearon los aeródromos. Cerca de 100 aviones japoneses intervinieron y pudieron derribar 19 bombarderos estadounidenses y cuatro cazas, sufriendo grandes pérdidas. Dos de los cazas japoneses atacaron al crucero USS Louisville con ataques kamikaze, pero fueron alcanzados por las defensas antiaéreas a unos metros por encima del barco. Toda la flota disparó unos 16 000 proyectiles contra la playa ese día. Las fortificaciones japonesas restantes fueron destruidas en gran parte. Solo diez búnkeres y algunos rollos de alambre de púas permanecieron intactos a lo largo de la costa del golfo.

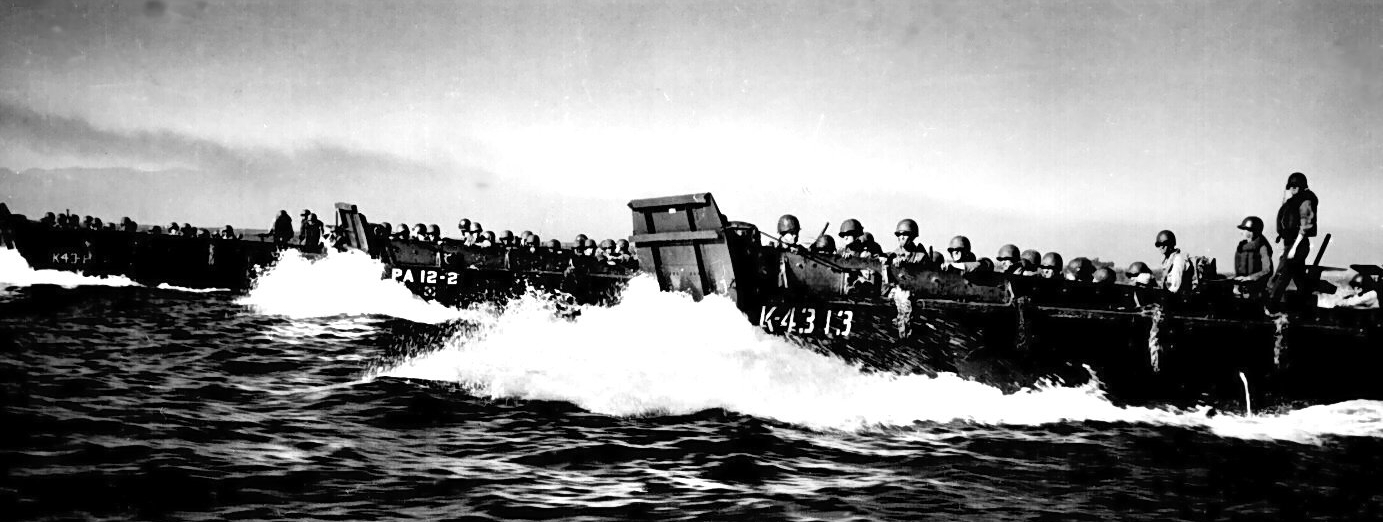
Lanchas de desembarco estadounidenses preparándose para desembarcar tropas

El 8 de enero, la flota de transporte fue atacada por 23 aviones kamikaze. Uno de los aviones por poco impactó al USS Boise, el crucero ligero en el que se encontraba el propio MacArthur, junto con su personal. Los portaaviones de escolta USS Kitkun Bay y USS Salamaua fueron alcanzados por dos aviones, cada uno en el alcázar y en la sala de máquinas, y tuvieron que ser remolcados a Ormoc. El crucero australiano HMAS Australia fue golpeado por un avión kamikaze por quinta vez, presumiblemente por un Nakajima B6N Jill, y tuvo que ser remolcado por el USS Apache. Dos barcos de transporte también fueron alcanzados, matando a 47 soldados. Durante la noche del 8 al 9 de enero, los barcos de transporte se acercaron a la costa y 120 lanchas de desembarco, cada una tripulada por 25 soldados, desembarcaron en la playa a las 11:01 p. m.. En esta primera oleada de ataques, unos 200 soldados japoneses que luchaban de forma aislada murieron, diez búnkeres y algunas posiciones de defensa fueron destruidas, y la playa y el área adyacente fueron limpiadas de minas y alambre de púas.
Para la mañana del 9 de enero, cerca de 68 000 soldados de la 25.ª División de Infantería y 2000 infantes de marina ya estaban en tierra. El general Walter Krueger asumió el mando táctico a partir de este momento. Varios cientos de jeeps Willys MB y camiones fueron desembarcados y cargados con radios, obstáculos antitanque y armamento pesado, por temor a un contraataque japonés. Por la noche, un total de alrededor de 170 000 soldados y varios miles de vehículos habían desembarcado.

### Desembarco del XI Cuerpo en la provincia de Zambales (29 de enero)
En la madrugada del 29 de enero de 1945, desembarcó en la provincia de Zambales, al norte de la península de Bataán, la 38.ª División de Infantería estadounidense y un regimiento de la 24.ª División de Infantería, al mando del XI Cuerpo. El objetivo de estas divisiones era aislar Manila y Bataán, del norte de la isla. En el paso Zig Zag, unos pocos kilómetros al poniente de la playa, la columna, que tenía pocos vehículos, fue atacada por una formación japonesa de 8000 efectivos bajo el mando del general Akira Mutō, comandante de la 19.ª División. Los japoneses habían colocado unas 200 ametralladoras pesadas y artillería entre las rocas, y abrieron fuego cuando los primeros soldados estadounidenses entraron en el desfiladero.  Varios francotiradores dispararon en particular contra los oficiales estadounidenses. Por la tarde, los 28 000 soldados del XI Cuerpo seguían en el paso y no podían dejarlo sin peligro. El 152.º Batallón de Infantería, bajo el mando del coronel A. Jenna hizo varios intentos de tomar una posición japonesa ubicada en la colina Horseshoe, sufriendo muchas bajas y teniendo que ser relevado por el 3.º Batallón. Horseshoe cayó en manos estadounidenses por la tarde, quienes luego intentaron sin éxito rodear las posiciones japonesas. Se solicitó apoyo aéreo por la noche, pero no llegó. 
Durante la noche, hubo dos cargas Banzai que encontraron una fuerte resistencia estadounidense y fueron abortadas. Cerca de 350, de los 900 atacantes japoneses murieron. Al día siguiente, los soldados volvieron a ser atacados, esta vez también desde el frente. Ese día, las tropas estadounidenses intentaron, en parte con la ayuda de lanzallamas o explosivos, conquistar las posiciones japonesas y hacerlas retirarse desde Horseshoe, lo que no fue del todo exitoso. Después de que fracasaran los ataques, hasta el 4 de febrero, el coronel general Harry Jones, que comandaba las tropas, ordenó la captura de varias posiciones japonesas en el flanco derecho del paso. Pero no fue hasta la tarde que se pudieron tomar estas posiciones. Luego se ordenó al 3.º Batallón del coronel Jenna, que asaltara la cadena de colinas en el flanco izquierdo para aliviar la presión sobre las tropas estadounidenses. Al mismo tiempo, el 1.º Batallón debía avanzar contra las colinas de la derecha, pero estas dos unidades solo pudieron conquistar las colinas por la tarde. En la noche del 5 de febrero, los japoneses se retiraron casi por completo, pero aún mantuvieron el paso bajo fuego. Las pérdidas estadounidenses fueron de 211 muertos y 308 heridos. Se desconoce el número de bajas japonesas, pero se estima en alrededor de 500. 

### Desembarco de la 11.ª División Aerotransportada en Nasugbú (31 de enero)
El 31 de enero, tropas de la 11.ª División Aerotransportada de EE. UU. aterrizaron en Nasugbú, en la provincia de Batangas. Unos 8000 soldados fueron llevados anfibiamente a tierra por doce barcos de transporte, dos destructores y siete minadores. Estas tropas iban a formar el brazo de pinza sur en el cerco de Manila. Los defensores japoneses de la ciudad de Nasugbú, unos 10 000 hombres, fueron sorprendidos por el ataque. Las defensas de la playa estaban desocupadas y todas las tropas aún estaban en los cuarteles. Varios cientos de guerrilleros filipinos también atacaron la ciudad. Parte de la población se unió a los guerrilleros. Los japoneses ya habían sido expulsados de la ciudad por las formaciones estadounidenses y filipinas el 3 de febrero, y se retiraron hacia la cadena occidental de colinas, pero allí fueron aplastados por 2300 paracaidistas estadounidenses de la 11.ª División, que se lanzaron en paracaídas allí el 2 de febrero. 9000 japoneses murieron en estas batallas. Cerca de 1000 sobrevivientes japoneses huyeron a la jungla, pero no pudieron formar una fuerza organizada. Los paracaidistas continuaron luego su avance hacia Manila, alcanzando ese objetivo el 5 de febrero.

### Desembarco en Corregidor (16 de febrero)

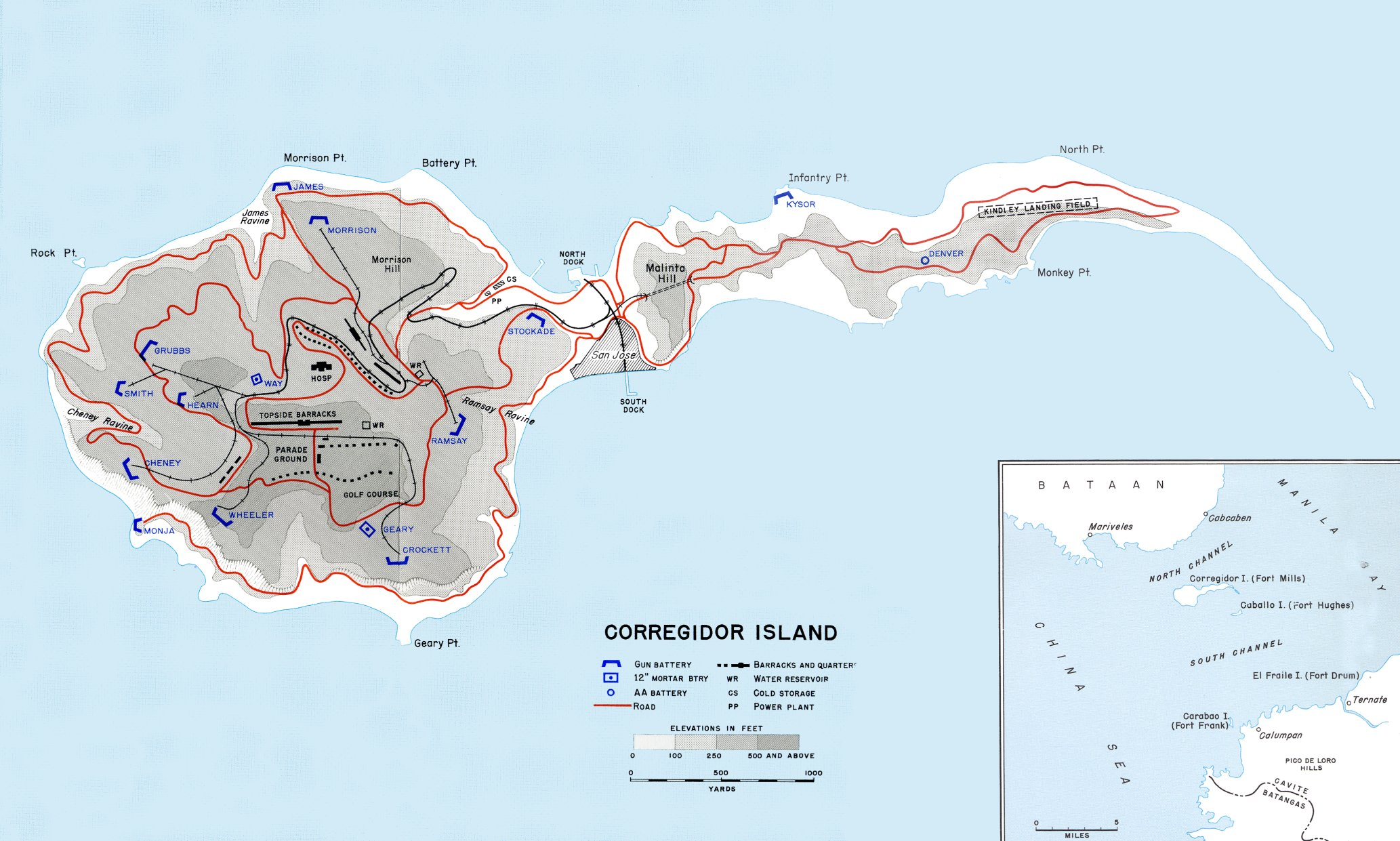
Mapa de la isla Corregidor mostrando las antiguas defensas estadounidenses

Después de que las tropas del XI Cuerpo de los EE. UU. acordonaron la península de Bataán y comenzaron a tomar medidas contra las tropas atrapadas allí, los oficiales de mando del IX Cuerpo, dirigido por el general Krueger, decidieron tomar la isla Corregidor, que había sido fuertemente fortificada por los estadounidenses antes de la guerra del Pacífico, y había sido ocupada por soldados japoneses en 1942. La fortaleza de la isla había sido bombardeada repetidamente por buques de guerra estadounidenses desde enero. Los japoneses se habían atrincherado en las antiguas defensas estadounidenses, particularmente en el túnel de Malinta. Este estaba equipado con morteros y protegido por redes de camuflaje y paredes de cemento de los violentos ataques aéreos preparatorios de la Fuerza Aérea de los Estados Unidos. Además del túnel de 500 metros de largo, se habían establecido varias posiciones fortificadas, así como búnkeres y trampas para tanques. El comandante de la guarnición de la isla, de 6800 efectivos, era el capitán Akira Itagaki. La defensa fue dirigida oficialmente desde el continente por el general Rikichi Tsukada. Sin embargo, dado que el enlace de radio con la isla se había interrumpido desde principios de febrero debido a los ataques aéreos y al sabotaje filipino, Itagaki asumió el mando.
El 16 de febrero, 980 soldados del 503.º Regimiento de Infantería Paracaidista se lanzaron en paracaídas desde un total de 143 aviones de transporte Douglas DC-3 sobre Corregidor. Estas ocho compañías aterrizaron en, y cerca de una colina conocida como Topside, que se había anunciado como objetivo de aterrizaje. Un batallón de la 24.ª División de Infantería realizó un desembarco anfibio de apoyo. Los japoneses, que defendían Topside y que no esperaban un aterrizaje aéreo, fueron empujados rápidamente hacia el túnel de Malinta. Los paracaidistas, que inicialmente luchaban aislados, pronto fueron relevados por soldados de la 24.ª División. Los soldados ahora tenían que tomar cada fortificación con granadas de mano, explosivos, cócteles molotov o fuego de fusiles y ametralladoras. El intenso fuego aliado de tanques y cañones de campaña destruyó la entrada al túnel de Malinta, el 17 de febrero. Los 840 defensores japoneses ahora atrapados en el túnel se suicidaron, en su mayor parte explotándose unos a otros con granadas de mano, golpeándose con piedras o con las culatas de los fusiles, o matándose entre sí con guntōs. Los soldados japoneses de la isla que no habían perdido la vida, lanzaron una carga Banzai la noche del 18 de febrero. Un total de 600 japoneses huyeron de sus posiciones y, al amparo de la oscuridad, atacaron las posiciones de las Compañías D y F del 503.º Regimiento. Fueron repelidos por un fuego intenso; unos 500 japoneses y 27 estadounidenses cayeron en este ataque.
El 21 de febrero, los soldados llegaron a la entrada del túnel de Malinta y volaron la entrada, que había sido destruida por los bombardeos, vertieron gasolina en las ventilas del túnel y le prendieron fuego. Como resultado, algunos japoneses que aún resistían murieron. El túnel fue asegurado el mismo día. Las posiciones restantes de los defensores fueron tomadas después de una limpia el 24 de febrero. Las pérdidas estadounidenses totales fueron 207 muertos y 684 heridos. Todos los soldados japoneses murieron, excepto 19 prisioneros de guerra.

### Avance hacia Luzón central
Las unidades estadounidenses desembarcadas comenzaron su avance hacia Manila, el 10 de enero de 1945. Los Cuerpos I y XIV del 6.º Ejército de los EE. UU. comenzaron a marchar desde las playas del golfo de Lingayén, hacia la capital para capturarla. Esta fuerza constaba de unos 160 000 hombres. Estos fueron apoyados por 12 000 camiones y otros 7000 vehículos que acompañaban al ejército, incluidas 10 brigadas blindadas que sumaban unos 700 tanques. Se unieron varios miles de guerrilleros, así como unas 10 divisiones del ejército filipino, algunas de las cuales estaban formadas por ex soldados y guerrilleros, o se formaron apresuradamente con voluntarios locales. Algunas de las unidades de esta fuerza estaban destinadas a atravesar la isla lo más rápido posible, cortando la capacidad de comunicación de los japoneses. Alrededor de 30 excavadoras abrieron un camino hacia la jungla. El I Cuerpo de EE. UU., apoyado por cuatro batallones de tanques, aseguró el flanco derecho de la columna de camiones y tropas, de 79 kilómetros. Esta columna debía girar hacia el noroeste para formar la parte norte del propuesto cerco de Manila, en el sur de Luzón. El 14 de enero, el I Cuerpo, especialmente sus batallones de tanques, experimentó la primera escasez de combustible, lo que paralizó el avance de estas unidades. La preparación operativa solo se restableció en la noche del 15 de enero, después de que las Divisiones 25.ª y 40.ª de Infantería proporcionaran combustible.
Las divisiones japonesas 10.ª, 19.ª, 23.ª y 105.ª que defendían Luzón central, se habían retirado casi por completo hacia la Cordillera Central, por orden del general Yamashita, con excepción de alrededor de 79 000 hombres, que defendieron las provincias más importantes y se concentraron en las dos ciudades más grandes: San Miguel y Tarlac. Así que solo hubo unas pocas escaramuzas durante el avance estadounidense. Sin embargo, en el pueblo de Biglat y los pueblos más pequeños de Binalonan y Umingán, todos considerados objetivos secundarios por el personal de operaciones estadounidense en Luzón, las tropas de la 25.ª División de Infantería participaron en combates más intensos contra las unidades japonesas. Los pueblos cambiaron de manos varias veces antes de que las tropas japonesas finalmente tuvieran que retirarse. Aproximadamente, 3900 soldados japoneses murieron en las batallas que duraron varios días, y los sobrevivientes se retiraron a San Miguel. Las pérdidas estadounidenses a lo largo del avance fueron de 238 muertos, 2991 heridos y 31 tanques destruidos.

### Cerco de San Miguel (17 de enero)
El 17 de enero de 1945, tropas de las divisiones filipinas 3.ª, 32.ª, 36.ª y 37.ª llegaron a San Miguel, Bulacán. La provincia estaba controlada por unos 60 000 soldados japoneses bajo el mando del general Kiyohide Kimura. Aunque disponían de artillería pesada y baterías de campaña, la comunicación entre estas unidades era difícil. Los guerrilleros habían cortado varias líneas telefónicas y el contacto por radio solo era posible parcialmente. La 42.ª División de Infantería estadounidense giró hacia el noreste el 18 de enero para formar el brazo norte de la maniobra de pinza alrededor de San Miguel. Así, también se rodeó el ala norte de las defensas japonesas. Sin embargo, la 42.ª División encontró una feroz resistencia por parte de las unidades japonesas. No fue sino hasta el 24 de enero que la línea de defensa exterior de Kimura fue atravesada por el noreste de la ciudad y San Miguel quedó completamente rodeada. La 32.ª División filipina logró penetrar en la ciudad a través de la brecha resultante en el anillo defensivo exterior. Casi simultáneamente, la 36.ª División avanzó desde el sureste, lo que también abrió una brecha en la defensa, y se trasladó a San Miguel. Esto finalmente cortó las líneas de suministro y comunicación de las tropas japonesas. El avance hacia el centro de la ciudad estuvo precedido por intensos ataques aéreos de bombarderos B-24 Liberator, que destruyeron gran parte de la ciudad y mataron a varios miles de civiles dentro de ella.
Tras el avance final sobre el anillo defensivo, los japoneses se limitaron a una retirada gradual en dirección al centro de la ciudad durante las semanas posteriores. Allí, defendieron principalmente los edificios gubernamentales de la ciudad, en parte con barricadas, en parte con unidades de tanques. Sin embargo, no hubo lucha casa por casa. Los soldados japoneses fueron empujados cada vez más hacia el ayuntamiento por la 42.ª División en el norte, y las unidades filipinas en el sureste, en particular mediante el uso de explosivos y ametralladoras. Durante esta retirada involuntaria, se cometieron varias masacres de civiles. Cerca de 16 000 lugareños fueron asesinados por los frustrados japoneses. El 1 de mayo, la ciudad se consideró segura. Sin embargo, finalmente no fue liberada hasta el 2 de julio, y las últimas unidades japonesas fueron aniquiladas. Las bajas fueron relativamente numerosas: 3726 filipinos y 361 estadounidenses cayeron en combate. Un total de 39 000 japoneses murieron en el cerco del distrito de San Miguel. Mientras aún se tomaba la ciudad, se trabajaba para despejar las unidades estadounidenses que no estaban involucradas en la batalla para un mayor avance hacia Manila. Estas tropas avanzaron sorprendentemente rápido contra solo una ligera resistencia japonesa en el resto de la provincia de Bulacán, a pesar de que el personal de operaciones estadounidense había asignado originalmente 14 días para asegurar y transitar por la provincia.

### Retirada japonesa de Bulacán
Durante la batalla de San Miguel, las partes restantes de las Divisiones 10.ª y 105.ª japonesas, y la Brigada Mixta Independiente 58.ª, cerca de 12 400 hombres, de los cuales unos 2000 se encontraban heridos, se retiraron hacia la Cordillera Central para hacer frente a los estadounidenses que se acercaban. Cuatro convoyes de camiones, escoltados por infantería, partieron el 25 de febrero para llegar a las montañas. Así comenzó una retirada lenta y desordenada de las fuerzas japonesas. Sin embargo, todas las columnas fueron severamente diezmadas por los ataques aéreos estadounidenses. En estos ataques murieron unos 2300 de los 12 400 soldados que se retiraban, los supervivientes dispersos se concentraron en las montañas y se reorganizaron en una unidad independiente, que, sin embargo, no estaba bajo el mando del general Yamashita, y se defendía con tácticas de guerrilla. Tenían pocos vehículos, no tenían radios, ni tanques, ni artillería. La situación de abastecimiento de estas tropas también era crítica. No hubo contacto por radio con las tropas principales.
MacArthur y todo el personal de operaciones estadounidense en Luzón, incluido el general Krueger, decidieron pasar por alto esta fuerza enemiga en Luzón central y avanzar rápidamente hacia objetivos estratégicos clave, incluidas las ciudades de Tarlac, Manila y Baguió. La mayor parte de los soldados japoneses de este grupo se rindió a principios de julio cuando se agotaron los suministros. Sin embargo, varios cientos de hombres continuaron luchando hasta la rendición de Yamashita, en septiembre.

### Avance en Tarlac

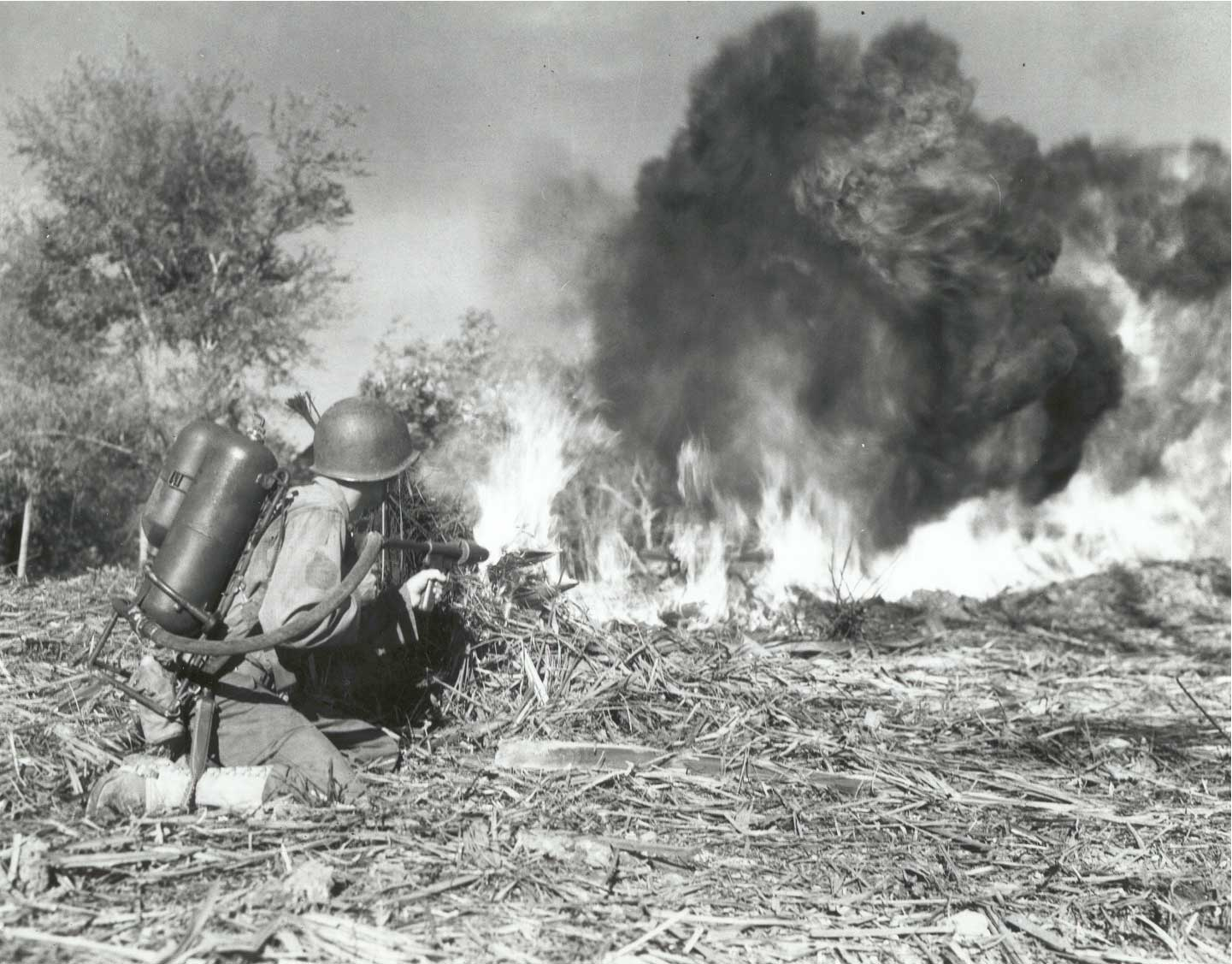
Un soldado de la 33.ª División de Infantería usando un lanzallamas en Luzón, febrero de 1945

A finales de enero, las unidades estadounidenses aseguraron la provincia de Bulacán, de la que se habían retirado los japoneses. Solo se disputó San Miguel. Con esto, el general Krueger pudo operar con relativa libertad y primero dirigió el I Cuerpo al noroeste hacia la provincia de Tarlac. Se ordenó a partes de este cuerpo que avanzaran sobre la ciudad de Tarlac, que se consideraba un objetivo importante. Primero, la ciudad misma tuvo que ser rodeada y conquistada antes de que se pudiera asegurar el resto de la provincia. Durante esta limpieza, las formaciones francas debían avanzar hacia Manila para rodear la capital y aislar a los defensores del sur del norte de Luzón. El avance del I Cuerpo resultó ser más difícil de lo esperado. Aunque el Cuerpo rompió las últimas posiciones japonesas intactas en el área del río Pampanga, y logró establecer una cabeza de puente a través del río el 18 de enero, con lo que se pudo avanzar más hacia la ciudad de Tarlac, el avance en el río se ralentizó considerablemente al cruzar grandes contingentes de tropas y marchar a través de la zona pantanosa. Los vehículos a veces se atascaban en el barro y solo la infantería podía moverse rápidamente. En el período que siguió, las operaciones estadounidenses se vieron gravemente obstaculizadas. Ya el 20 de enero, el Cuartel General del Estado Mayor de Operaciones en Luzón informó: «Es imposible que los tanques se muevan rápidamente debido al barro y al mal estado de las carreteras». El Estado Mayor de Operaciones decidió el 20 de enero detener las unidades de tanques. Solo las tropas de infantería debían avanzar. Los aviones de la Fuerza Aérea de EE. UU. también estaban cada vez en menor condición para intervenir debido al mal clima.

### Cerco de Tarlac (21 de enero)
El 21 de enero, una avanzada de 2400 efectivos del 6.º Ejército de EE. UU. llegó a la ciudad de Tarlac a marchas forzadas. Estas tropas ocuparon parte de la carretera principal que conduce a la ciudad el 21 de enero, y fueron relevadas el 22 de enero por elementos adicionales de la 40.ª División de Infantería, adjunta al I Cuerpo, que luego giró hacia el noroeste alrededor de la pinza noroeste del cerco planeado para conquistar toda la provincia de Tarlac. Al mismo tiempo, las tropas de infantería atacaron frontalmente las posiciones japonesas desde el poniente y el sur para estrechar el cerco que se estaba formando. No había apoyo de tanques porque los vehículos oruga no podían avanzar en el lodo del río Pampanga. Las primeras tropas que se suponía que debían asegurar la ciudad y girar hacia la carretera principal fueron inmediatamente ametralladas desde los campos de arroz y los bosques de cocoteros. Por lo tanto, los soldados se resguardaron en trincheras fortificadas con sacos de arena y esperaron a que llegaran las unidades blindadas. Los primeros tanques M4 Sherman llegaron la noche del 25 de enero. El 26 de enero, las tropas restantes de la 33.ª División de Infantería llegaron con más apoyo blindado y se dirigieron hacia el sur. Con esto, se logró el cerco completo de la mayor parte de la provincia de Tarlac.
Los japoneses que defendían Tarlac contaban con unos 8900 hombres. Formaban parte de las divisiones 10.ª y 103.ª del 14.º Ejército regional. Estos eran en su mayoría soldados curtidos en la batalla pero mal equipados que habían luchado en la batalla de Filipinas, en 1942. Estaban armados con unas 600 ametralladoras y varias baterías de morteros. Dos baterías de artillería, dirigidas por un cuerpo de ingenieros, se colocaron en las colinas detrás de la ciudad de Tarlac. Dos brigadas blindadas de la 2.ª División Blindada se colocaron en el ala izquierda de la línea principal de defensa provincial, que corría al oriente de los límites de la ciudad. La línea fue asegurada por la 103.ª División. Las posiciones consistían en búnkeres y centenares de trincheras.
Las primeras tropas estadounidenses de avanzada ya habían comenzado el ataque el 23 de enero. La ciudad de Tarlac fue asegurada rápidamente cuando los japoneses opusieron una débil resistencia. Pero el avance en campo abierto resultó ser más difícil. La línea de defensa japonesa tuvo que ser objeto de un intenso fuego. El uso masivo de lanzallamas significó que se pudieran capturar varios búnkeres, pero esto no condujo a un gran avance, ya que los japoneses defendían cada metro de terreno. Como informaron más tarde algunos de los prisioneros, los japoneses intentaron establecer contacto con el resto de la 10.ª División japonesa. Sin embargo, estos mensajes de radio quedaron sin respuesta. El 29 de enero, las tropas estadounidenses solicitaron más apoyo aéreo y blindado, ya que las posiciones enemigas eran difíciles de asaltar. En la noche del 1 de febrero, alrededor de 140 bombarderos atacaron objetivos indicados, mientras varios F4U Corsairs armados con misiles brindaron apoyo aéreo cercano y atacaron posiciones enemigas. Aunque el fuego aéreo y de artillería continuó durante todo el mes, pocas posiciones enemigas fueron aniquiladas por completo; la mayoría fueron tomadas con ataques frontales o con el uso de granadas de mano. Debido a esto, los soldados estadounidenses avanzaron muy lentamente y, en la noche del 19 de febrero, solo habían capturado dos barangays. Se ordenó al general Krueger que avanzara con la mayor parte del I Cuerpo hacia Manila, dejando la captura de la provincia de Tarlac a la 2.ª División de Infantería del Ejército de Filipinas. Aproximadamente 9000 soldados del I Cuerpo permanecieron con los filipinos para asegurar la ciudad definitivamente. La lucha no se detuvo. Aunque varios japoneses se suicidaron en lo que consideraron una situación desesperada, las bajas aliadas continuaron aumentando.
La batalla de la provincia de Tarlac no terminó oficialmente hasta el 28 de julio de 1945, pero la lucha en algunos barangays continuó hasta el armisticio general del 15 de agosto, y las unidades japonesas continuaron luchando usando tácticas de guerrilla. Las pérdidas estadounidenses fueron de 1179 muertos y 5195 heridos, las filipinas alrededor de 3000 muertos y 5703 heridos. Se estima que 8700 defensores japoneses murieron, solo 87 se rindieron. Unos 5000 civiles filipinos también murieron durante la batalla de seis meses, en su mayoría por ataques aéreos de aviones estadounidenses. A diferencia de San Miguel, no hubo actos de venganza por parte de los ocupantes japoneses. Los japoneses destruyeron un total del 29 por ciento de la ciudad de Tarlac.

### Retirada final de los japoneses de la provincia de Tarlac

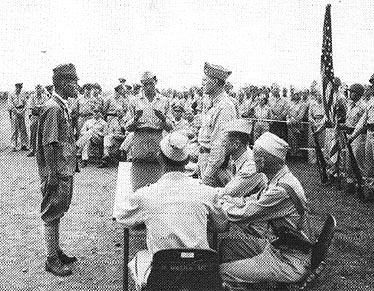
Rendición de un soldado japonés que luchaba en solitario en el norte de la península de Bataán, 16 de junio

Casi todas las tropas que defendían la ciudad de Tarlac murieron durante los cuatro meses de lucha. Al igual que en Bulacán, los soldados que ocuparon el resto de la provincia y no quedaron atrapados en el cerco, unos 9000 hombres, se retiraron hacia Manila por órdenes expresas del general Akira Mutō, comandante de la 19.ª División. Llegaron a la capital sin luchar con las tropas estadounidenses. Desde allí, también se les ordenó dirigirse a las cordilleras de Filipinas, donde se unieron a los soldados dispersos de la 23.ª División.

## Batalla de la base aérea de Clark
La antigua base estadounidense de la base aérea de Clark fue capturada por los japoneses en 1942 y convertida en una importante pista de aterrizaje para aviones de combate y bombarderos. Alrededor de 190 aviones japoneses estaban estacionados aquí a finales 1944, pero desde principios de 1945, varios escuadrones se habían desgastado en ataques kamikaze contra la flota estadounidense, por lo que a finales de enero solo estaban operativos alrededor de 40 aviones. Estos fueron derribados o destruidos en tierra por dos ataques aéreos de la Fuerza Aérea estadounidense, el 20 de enero. Las bajas estadounidenses de estos ataques fueron de 16 aviones.

### Defensa japonesa
A pesar de contar con un contingente aéreo reducido, la dirección de la escuadra Kembu colocó a unos 4000 soldados alrededor del aeropuerto, en su mayoría mecánicos con poca formación en infantería o técnicos de radar de la Fuerza Aérea del Ejército, mientras que otros 6000 hombres fueron enviados a la zona alrededor del aeródromo. Estos últimos se trataban de partes de la 10.ª División que fueron transferidas a la base aérea de Clark desde la provincia de Tarlac, a principios de enero. Estaban mejor entrenados, pero no tenían experiencia práctica en combate. Estos defensores estaban armados en su mayoría solo con fusiles Arisaka Tipo 99 y otras armas ligeras, aunque también había varios batallones armados con cañones antiaéreos y antitanques. Además, había alrededor de 2000 infantes de marina en las filas de los japoneses, pero solo contaban con armas ligeras. Las tropas japonesas habían rescatado ametralladoras de los restos de los aviones en el aeródromo, y también las usaron para la defensa. En las colinas y acantilados de los montes Zambales al noroeste, numerosas cuevas, que alguna vez fueron escondites de guerrilleros filipinos y estadounidenses, albergaban una treintena de cañones antiaéreos capaces de disparar contra la pista, principalmente como armas antitanque.
Se establecieron un total de tres líneas de defensa: la primera, denominada en los informes estadounidenses como Outpost Line of Resistance (OPLR), que comenzaba al norte del pueblo de Bambán, seguía por el río del mismo nombre hacia el sur, y luego hacia el río Abucayán al este. Fue defendido por el Grupo de Defensa Eguchi, al mando del teniente coronel Seizuke Eguchi, que comprendía alrededor de 3800 hombres. Estas tropas consistían en cinco batallones de infantería no entrenados, un regimiento de infantería entrenado y una batería de 26 unidades antiaéreas pesadas, que también defendían la pista. La segunda línea fue relativamente la más fuerte y, en los informes estadounidenses se la denomina Main Line of Resistance (MLR). Fue defendido por una parte más pequeña del Grupo de Defensa Eguchi y por la totalidad del Grupo de Defensa Takayama, bajo el mando del teniente coronel Koshin Takayama, que tenía alrededor de 2800 efectivos y consistía en el 2.º Batallón de Infantería Ligera, dos batallones de infantería no entrenados y uno de los dos batallones antitanque armados con cañones de 75 mm. Esta línea de defensa comenzaba al sur de Bambán y terminaba en Fort Stotsenburg, una sección de la base aérea de Clark que albergaba los edificios de alojamiento, los edificios administrativos y los depósitos para el personal del aeródromo. La tercera línea de defensa estaba sobre el asfalto, y consistía en un muro de cocoteros talados defendidos por varias ametralladoras ligeras Tipo 99 y tres baterías de cañones de 75 mm. Las unidades que defendían este muro se denominaron Grupo de Defensa Yanagimoto, en honor al capitán naval Yanagimoto, y consistía en 2000 infantes de marina.

### Escaramuzas
La 37.ª División de Infantería de EE. UU., subordinada al XIV Cuerpo, y apoyada por el 129.º Regimiento de Infantería, llegó a la base aérea de Clark el 23 de enero después de un avance exitoso en el área de Carmen-Anao. Atacaron inmediatamente, pero fueron detenidos a unos dos kilómetros de la pista. Al cesar el fuego defensivo, se planeó que la 40.ª División de Infantería, que había llegado a la base aérea un día después, atacara a lo largo de la línea ferroviaria a Manila y, después de atravesar con éxito la línea OPLR, se volviera contra la línea de defensa MLR en ambos flancos, desde el poniente y el sur. Al norte, la 37.ª División tenía que rodear y capturar las colinas Lafe y 500, controladas por los japoneses, antes de girar al noroeste del aeródromo. Finalmente, el 160.º Regimiento de Infantería, subordinado a la 40.ª División de Infantería, debía eliminar las posiciones japonesas desde el sur y tomar la colina 636.
El 26 de enero, la OPLR había caído y, alrededor de la mitad de sus defensores habían muerto durante el avance de la 40.ª División de Infantería. El teniente coronel Eguchi contactó por radio al cuartel general japonés en Manila varias veces durante este período para recibir nuevas órdenes. Las unidades de decodificación estadounidenses interceptaron varias conversaciones en las que a Eguchi se le negó la retirada. Debido a esta negativa de realizar una retirada táctica, pronto también se capturó la colina 636. La 40.ª División se retiró poco después hacia el noreste, mientras que las tropas de infantería de la 37.ª División avanzaron hacia el sureste y rodearon a los japoneses en las colinas Lafe y 500. Sin embargo, el fuego defensivo de los japoneses se mantuvo fuerte y, por la noche, las tropas estadounidenses habían sufrido alrededor de 120 bajas. El 28 de enero, cuando finalmente intervino la 2.ª División Acorazada, que hasta entonces había estado detenida por las malas condiciones de las carreteras, se encontró con una fuerte resistencia japonesa que aún no había sido completamente superada por la infantería. A las 5:45 a. m. del mismo día, el ataque del 17.º Regimiento Blindado rompió las defensas japonesas de la Fuerza de Defensa Norte en el MLR. Las unidades blindadas avanzaron más hacia el noroeste, con lo que se desarrollaron algunos combates, especialmente en el norte del aeródromo, que duraron todo el día y terminaron con la destrucción de las unidades japonesas en esta zona. Durante la noche, hubo una carga Banzai de unos 600 japoneses, dirigidos personalmente por el capitán Yanagimoto. Sin embargo, esta fue rechazada por una unidad de cuarenta tanques M4 Sherman. El 29 de enero, los japoneses fueron expulsados de numerosas cuevas y de los últimos edificios de Fort Stotsenburg con la ayuda de tanques lanzallamas, sufriendo numerosas bajas. El MLR finalmente cayó el 29 de enero. Tres contraataques nocturnos más fallaron, dejando la pista completamente en manos estadounidenses y asegurada a la mañana siguiente.
El teniente coronel Eguchi murió durante los combates, presumiblemente por el impacto de una granada. Las pérdidas fueron de 233 muertos, 2387 heridos y 14 tanques en el lado estadounidense. Los japoneses probablemente perdieron a todos los soldados estacionados en la base aérea de Clark en la lucha. Eran unos 12 000 hombres. Solo 13 soldados fueron hechos prisioneros, 11 de ellos murieron en cautiverio.

## Batalla por Cabanatúan (28 de enero)

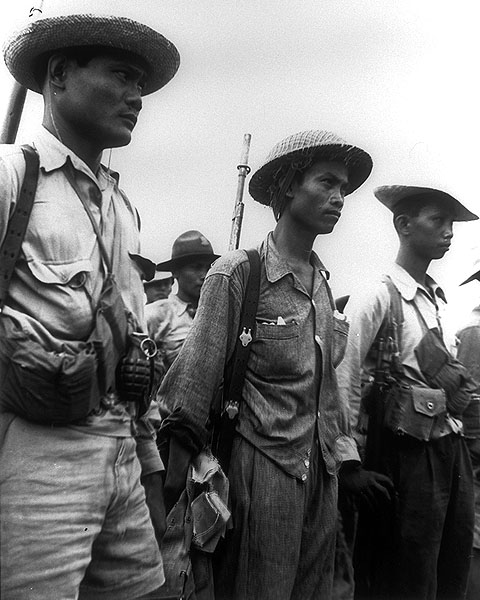
Guerrilleros filipinos cerca del campo de prisioneros de Cabanatúan

El 28 de enero, un contingente de 133 soldados estadounidenses de la Compañía F de Rangers del Ejército de EE. UU. y unos 250 guerrilleros filipinos, comenzaron a marchar alrededor del campo de prisioneros de Cabanatúan, donde se encontraban recluidos entre 700 y 1000 civiles y soldados estadounidenses, para liberarlos. Despegaron de la ciudad de Guimba y rodearon la base aérea de Clark, aún en disputa. El frente aún no había llegado al campamento, por lo que los Rangers tuvieron que rodearlo y operar detrás de las líneas japonesas. Los soldados estadounidenses que avanzaban a pie estaban equipados con fusiles normales, algunas bazucas y fusiles automáticos Browning por cada dos hombres. Los guerrilleros estaban armados solo con fusiles, en su mayoría Arisaka Tipo 99 robados a los japoneses, y estaban dirigidos por un comandante autoproclamado llamado capitán Juan Pajota. La fuerza llegó al campo de prisioneros sin incidentes ni combates.
Alrededor de las chozas de los internos del campo de prisioneros, estaban construidos cerca de 20 barracones para los guardias, que eran aproximadamente 200 soldados de varias compañías pertenecientes a la 19.ª División y unos 50 guardias locales. En su mayoría estaban armados solo con pistolas y fusiles. Alrededor del campamento y a lo largo del curso del río Cabú, también había alrededor de 1000 soldados dispersos de la 105.ª División que habían sido reunidos allí en una unidad y debían ser transferidos a las montañas. Estos soldados normalmente no tenían armas pesadas a su disposición.
En la noche del 30 de enero, un caza Northrop P-61 atacó el cuartel de los guardias japoneses del campamento, en una maniobra de distracción para expulsar a los japoneses del cuartel. Los soldados estadounidenses atacaron poco después y dispararon desde posiciones camufladas con ametralladoras y bazucas contra los soldados japoneses que se encontraban muy cerca unos de otros. Estos sufrieron pérdidas muy cuantiosas también por los ataques de los P-61. Después de unos minutos, los guardias se vieron obligados a retirarse y buscar refugio detrás de las cabañas. Luego, un destacamento de Rangers ingresó al campo y liberó a cientos de prisioneros, mientras que un segundo destacamento empujó a los confundidos japoneses fuera de su escondite con granadas de mano y cócteles molotov. A su vez, los guerrilleros filipinos luego abrieron fuego, causando nuevamente grandes bajas a los soldados japoneses, que huyeron en desorden hacia las colinas cercanas.
Unos 500 reclusos del campo fueron liberados. Los Rangers sufrieron 2 muertos y 19 heridos, los filipinos 15 muertos y 29 heridos, mientras que los japoneses perdieron 469 hombres.

## Batalla de Manila (2 de febrero)

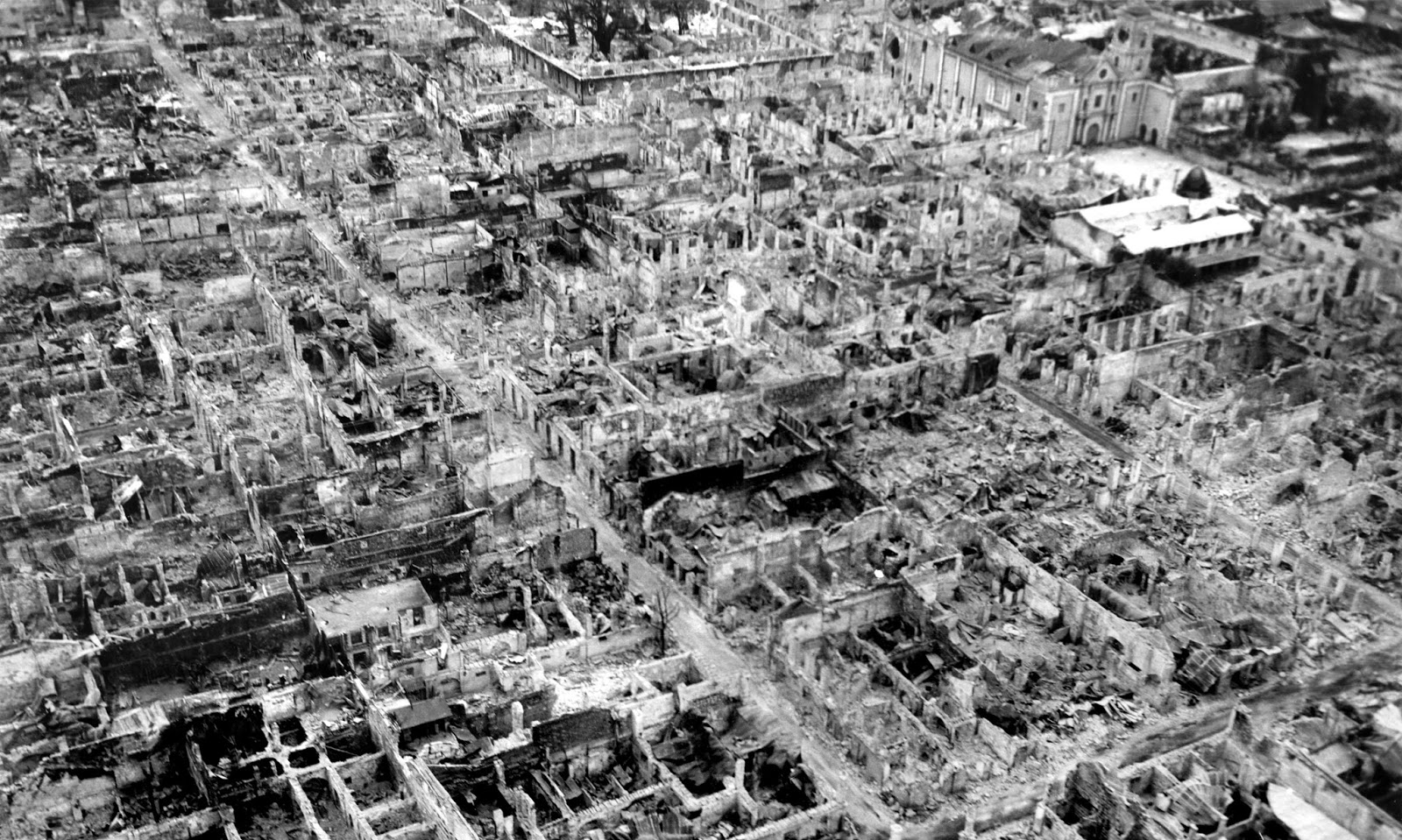
El centro de Manila durante los combates

En febrero, el 14.º Ejército Regional Japonés se había retirado en gran parte de Manila a Baguió. Unos 14 000 infantes de marina comandados por el vicealmirante Sanji Iwabuchi y unos 10 000 soldados del ejército permanecieron en la capital, Manila. Estos defensores estaban especialmente bien armados con ametralladoras y estaban reforzados por unos 20 tanques de la 2.ª División. El 2 de febrero, la 1.ª División de Caballería de los Estados Unidos llegó a la ciudad. Los 8000 paracaidistas estadounidenses de la 11.ª División Aerotransportada de EE. UU., que habían aterrizado en Nasugbú, marcharon rápidamente hacia Manila. El 4 de febrero, su avance flaqueó cuando unos 12 000 soldados japoneses defendieron el sur de la ciudad. Ametralladoras pesadas y fuego de artillería inmovilizaron a las tropas estadounidenses a unos dos kilómetros de Manila, en las colinas Tagaytay. Las bajas durante las batallas por estas colinas fueron comparativamente altas. Los soldados japoneses atacaron dos veces las posiciones de la 11.ª División Aerotransportada, con apoyo de artillería de la División Blindada japonesa que defendía la ciudad. Sin embargo, fue fácil para los estadounidenses atrincherados romper ambas cargas Banzai con un fuerte fuego defensivo. Unos 800 soldados japoneses murieron. Varios tanques japoneses atacaron y, dado que las tropas aerotransportadas no tenían armas antitanques, no pudieron repelerlos. El 6 de febrero, se enviaron seis cañones antitanque y poco después los soldados estadounidenses los usaron para destruir tres tanques japoneses. Otro ataque japonés fue disuelto por un fuego de respuesta masivo durante la noche. El 9 de febrero, las tropas aerotransportadas fueron reemplazadas por fracciones de la 1.ª División de Caballería.
La 1.ª División de Caballería de EE. UU. ya había cruzado el último puente intacto sobre el río Pásig el 3 de febrero, cuando el general Yamashita ordenó a sus hombres que destruyeran todos los puentes. Aquí, los japoneses dispararon desde varios nidos de ametralladoras, algunos tanques se habían posicionado entre las palmeras al borde de la carretera y abrieron fuego. Unos 38 000 soldados del XIV Cuerpo, al mando del general Oscar Griswold habían entrado en la ciudad el 5 de febrero, que desde entonces había sido objeto de repetidos ataques de bombarderos B-29 Superfortress y cazas P-51 Mustang. Varias posiciones japonesas fueron destruidas por fuego de artillería pesada. El 7 de febrero, los GI comenzaron a avanzar lentamente hacia el centro. Al no debilitarse la resistencia japonesa incluso después de varios días, y al detenerse el avance estadounidense, el general Griswold ordenó el 11 de febrero ir directamente al combate urbano y no tratar de bombardear a los japoneses fuera de las casas. Ya el 12 de febrero se habían interrumpido todas las opciones de comunicación de los defensores japoneses. De esta manera, se conquistó barrio tras barrio y los soldados japoneses fueron empujados más y más hacia el centro. Las granadas de mano y los disparos causaron la mayor cantidad de víctimas entre ellos. Durante estas batallas, la mayor parte del centro de Manila quedó completamente destruida. El 19 de febrero, el número de defensores era probablemente de unos 2000 hombres. El 2 de marzo, el vicealmirante Iwabuchi se suicidó en su puesto de mando, probablemente inmolándose con una granada de mano.
El 4 de marzo, Manila fue declarada oficialmente zona segura. Las pérdidas estadounidenses en la captura de la ciudad fueron comparativamente grandes, con 1729 muertos y 3652 heridos. Habían caído unos 23 000 japoneses, solo 631 se rindieron. Unos 100 000 residentes filipinos de la ciudad murieron en los combates, en su mayoría a manos de las tropas japonesas durante la llamada masacre de Manila, en la que los ocupantes se vengaron de los civiles por la inminente derrota. El 72 por ciento del distrito del centro de la ciudad de Intramuros terminó en ruinas.

### Conquista de las fortalezas en las islas de la bahía de Manila (1 de abril)

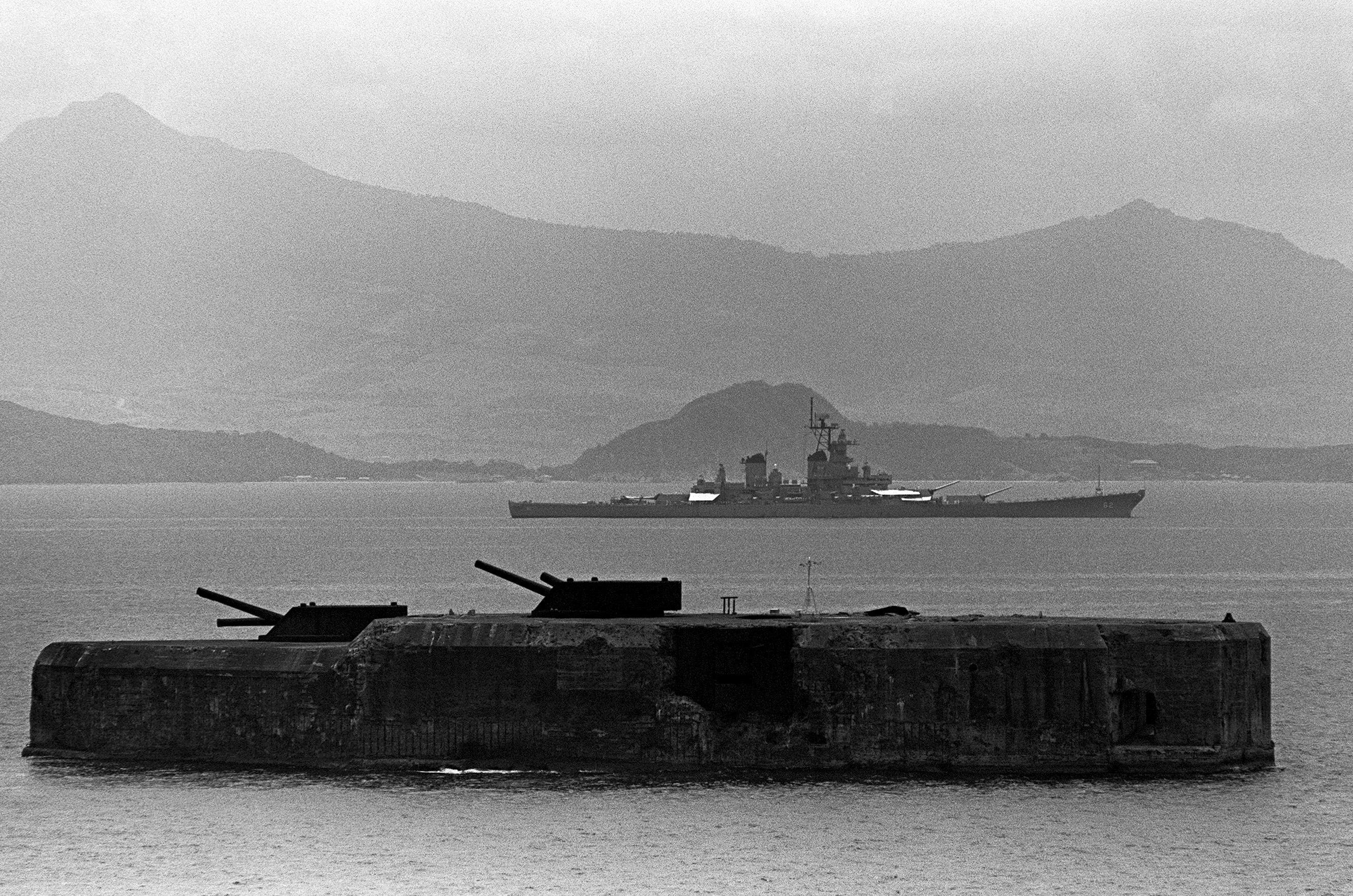
La isla fortaleza de Fuerte Drum

Las fuerzas japonesas ocupaban los cuatro fuertes de la bahía de Manila: las islas de Corregidor, Fuerte Drum, Caballo y Fuerte Hughes. Corregidor fue recapturada por tropas aerotransportadas estadounidenses en febrero, al igual que Fuerte Hughes. Caballo cayó a finales del mismo mes.
El 1 de abril, después de que la ciudad de Manila fue asegurada, la isla de Fuerte Drum fue fuertemente bombardeada. La guarnición japonesa era de 70 hombres. El general Krueger decidió confiar la captura de esta fortaleza insular al 151.º Regimiento de Infantería de la 38.ª División. El personal de mando de la operación tenía la intención de tomar primero la superficie de la isla. Después de eso, se bombearía gasolina en las rejillas de ventilación de los búnkeres subterráneos y luego se prendería fuego para hacerlos explotar. El 113.º Batallón de Ingenieros desembarcó en la superficie del fuerte de hormigón en una lancha de desembarco el 13 de abril, y pudo asegurarlo rápidamente. Luego se vertieron 3000 litros de gasolina y 600 toneladas de TNT en los conductos de ventilación y, poco después el TNT detonó la gasolina. Fuerte Drum se quemó y ardió durante tres días. La gran explosión también hirió a algunos infantes de marina estadounidenses. El 18 de abril, una patrulla estadounidense ingresó a los restos de Fuerte Drum y descubrió 69 cadáveres japoneses. Con la captura de Fuerte Drum, terminó la última resistencia japonesa en la bahía de Manila.
Las bajas estadounidenses del total de operaciones en la bahía fueron de 207 muertos, todos durante el ataque a Corregidor, y 688 heridos. Solo un soldado resultó herido por fuego enemigo en la captura de Fuerte Drum.

## Fin de la operación

### Batalla de Baguió (26 de abril)
Para el 26 de abril, las tropas de las divisiones filipinas 2.ª, 11.ª, 12.ª, 13.ª, 15.ª y 16.ª habían llegado a la ciudad de Baguió. Poco después, también llegaron unidades de las Divisiones 33,ª y 37.ª de EE. UU. Con ellos llegaron varios tanques M4 Sherman y semiorugas M3. Un total de alrededor de 36 000 hombres fueron desplegados en el lado aliado.
La ciudad fue defendida por 22 000 soldados japoneses de la 8.ª División. Todos los caminos estaban cubiertos con sacos de arena, barricadas, obstáculos antitanques y puestos de tiro. Fuertes formaciones japonesas se habían reunido en el centro y casi todas las casas habían sido ocupadas por soldados. Muros de cemento y montones de escombros bloqueaban las calles principales. Se apostaron francotiradores en los tejados y nidos de ametralladoras vigilaron los cruces. Fracciones de la 2.ª División Blindada, que tenía 48 tanques tipo 97 Chi-Ha, también estaban estacionadas en la ciudad. Los comandantes de la defensa eran el general Yamashita para las unidades del ejército y, el contralmirante Shizuo Okochi para unos 2000 hombres de la marina. La confusión reinó en el lado japonés inmediatamente antes del ataque, ya que los primeros ataques aéreos estadounidenses habían destruido la conexión entre las unidades individuales y las tropas japonesas fuera de la ciudad. El contacto por radio fue imposible y las líneas telefónicas fueron cortadas por saboteadores y guerrilleros filipinos. Debido a esto, los soldados japoneses que ocupaban la zona de Baguió y que se disponían a retirarse hacia el norte, no pudieron ser contactados ni por teléfono ni por mensajeros. El teniente Tagami, que comandaba estas unidades, pronto se dio cuenta del peligro que amenazaba a sus tropas. Por lo tanto, ordenó a sus soldados que se dispersaran antes de que fueran rodeados por tropas estadounidenses. Luego, varios cientos de soldados huyeron a la jungla, otros se rindieron. Solo unos 2000 hombres iniciaron la marcha hacia el norte previamente planificada. Tagami se pegó un tiro en su puesto de mando.
Para el 28 de abril, las tropas de Yamashita ya estaban rodeadas. Elementos de la 37.ª División de EE. UU. viraron hacia el noreste, mientras que las tropas filipinas rodeaban la ciudad por el suroeste. El propio Yamashita, parte de su personal y unos 2000 soldados lograron escapar de Baguió el 27 de abril, antes de que se cerrara el cerco. Llegaron a las montañas el 2 de mayo. Yamashita asignó la defensa de Baguió al general Ouchi Suesada y le ordenó, antes de su propia fuga más tarde, que sacara de contrabando tantas tropas como fuera posible del cerco, hacia el norte. En su Orden n.º 245, le dijo a Ouchi: «...para evacuar a nuestros hombres de la ciudad de Baguió lo más rápido posible. Si no pueden huir, tienen que retener Baguió el mayor tiempo posible.» Sin embargo, los defensores de Baguió estaban desmoralizados y desnutridos por meses de lucha y ataques aéreos constantes. Unos 3500 hombres ya habían caído en batallas anteriores y las pérdidas solo se habían compensado de manera improvisada. Además, desde marzo solo habían subsistido con medias raciones de comida.
Ouchi hizo explotar y minar varias armas y vehículos inútiles durante los siguientes dos días antes de que la mayor parte de sus tropas finalmente quedaran atrapadas en Baguió. Debido al estado desanimado de las tropas y la superioridad aliada, no vio posibilidad de evacuar unidades. Se solicitó apoyo de tanques estadounidenses, ya que los GI y los soldados filipinos fueron inmediatamente recibidos con disparos al avanzar hacia la ciudad. Los vehículos oruga abrieron fuego contra las posiciones japonesas visibles frente a la ciudad. El 11 de mayo, las tropas estadounidenses pudieron capturar algunos barangays, rompiendo las defensas de Ouchi. Usaron estos éxitos para avanzar hacia el centro de la ciudad. El 23 de mayo, en las afueras del centro de la ciudad y el perímetro interior establecido por Ouchi, estallaron intensos combates entre la 37.ª División de los EE. UU. y la 8.ª División japonesa, apoyada por algunos tanques de la 2.ª División Acorazada japonesa, que apenas había entrado en acción, ya que el 16 de mayo estuvo involucrada en otros combates y, por lo tanto, podría considerarse relativamente fresca. El general Krueger luego ordenó la lucha urbana para expulsar a los defensores japoneses del centro. Sin embargo, los japoneses se defendieron ferozmente bajo los fuertes ataques aéreos estadounidenses. Las bajas estadounidenses por trampas explosivas, granadas de mano y ametralladoras fueron relativamente altas, aunque los japoneses no lucharon tan duro como en enfrentamientos anteriores en Luzón. Las cargas Banzai no se materializaron. Sin embargo, no fue hasta el 1 de agosto que la mayor parte de la ciudad fue asegurada.
Las tropas estadounidenses perdieron 1273 soldados durante la reconquista de Baguió, mientras que las bajas filipinas ascendieron a unos 2600 muertos. El número de víctimas también fue alto. Alrededor de 19 000 hombres de la guarnición japonesa murieron, 671 se rindieron voluntariamente.

### Reorganización de las fuerzas japonesas
El 4 de mayo, en vista de la inminente derrota en el sur y occidente de Luzón, además del cerco de Baguió, el general Yamashita se reunió con varios comandantes de las tropas japonesas y sus Estados Mayores para una reunión de emergencia. Este Estado Mayor designó la línea de defensa al menos parcialmente desarrollada en las montañas del norte de Luzón como la nueva línea de defensa, y se ordenó a las últimas unidades organizadas que defendían el centro y el occidente de Luzón que se retiraran allí rápidamente si era posible. Primero, se ordenó allí a los últimos elementos de combate de las cuatro divisiones en el centro de Luzón que organizaran una defensa improvisada. El 10 de mayo, además de los soldados que habían sido ordenados allí, varios miles de hombres dispersos de varias unidades y cincuenta tanques aún en funcionamiento de la 2.ª División Blindada se habían reunido en las montañas de la Sierra Madre. Todas estas tropas fueron reorganizadas bajo el nombre de 41.º Ejército. A mediados de julio, se habían reunido en las montañas 11 regimientos, 16 brigadas incompletas, 78 tanques y 2 compañías aerotransportadas, con un total de unos 78 000 hombres.
Con sus tropas superadas en número y debilitadas, el general Yamashita trató por todos los medios de estabilizar esta nueva línea de defensa antes de que las fuerzas estadounidenses pudieran tomar Baguió y rodear y asaltar las defensas en las montañas de la Sierra Madre. En su orden n.º 190 del 26 de mayo, volvió a llamar a todas las unidades que todavía estaban en condiciones de combatir a retirarse hacia las montañas, evitando el combate y llevando consigo la mayor cantidad posible de alimentos y medicamentos. Los heridos que podían trabajar fueron dados de alta de los hospitales de campaña y se les pidió que cavaran zanjas antitanques y puestos de tiro. Yamashita ordenó: «Los cobardes y alarmistas que abandonan posiciones sin ninguna orden deben ser fusilados. Queda prohibido el seppuku en el campo». En comparación con el teniente general Mutō, confesó: «Necesito a todos los hombres disponibles».

### Operaciones de seguridad estadounidenses en el centro y sur de Luzón
Durante la lucha por las ciudades de Tarlac, San Miguel y Manila, las tropas estadounidenses comenzaron a limpiar y asegurar las provincias que habían capturado. Ya el 4 de mayo, las regiones ocupadas iban a ser liberadas de las tropas japonesas restantes por solo una fracción de la 25.ª División de Infantería, pero pronto se hizo evidente que la 24.ª División también sería necesaria para esto. Muchas unidades japonesas dispersas, que no tenían contacto por radio con las tropas principales o que no habían recibido las órdenes de Yamashita de retirarse, se defendieron ferozmente en los bosques del centro de Luzón. Estos eran en su mayoría escuadrones de soldados relativamente pequeños. Aunque varias unidades japonesas intentaron llegar a sus unidades en las montañas de la Sierra Madre, estos escapes se impidieron en la mayoría de los casos. Las unidades estadounidenses actuaron contra las tropas enemigas aisladas por sectores: el 29 de mayo, las provincias de Tarlac, Bulacán y Batangas fueron finalmente liberadas de los japoneses. Según el informe estadounidense, 103 soldados fueron asesinados y 217 heridos en estas limpias. Los muertos japoneses se estimaron en alrededor de 7000.

### Ataque a las fortificaciones japonesas en la Sierra Madre

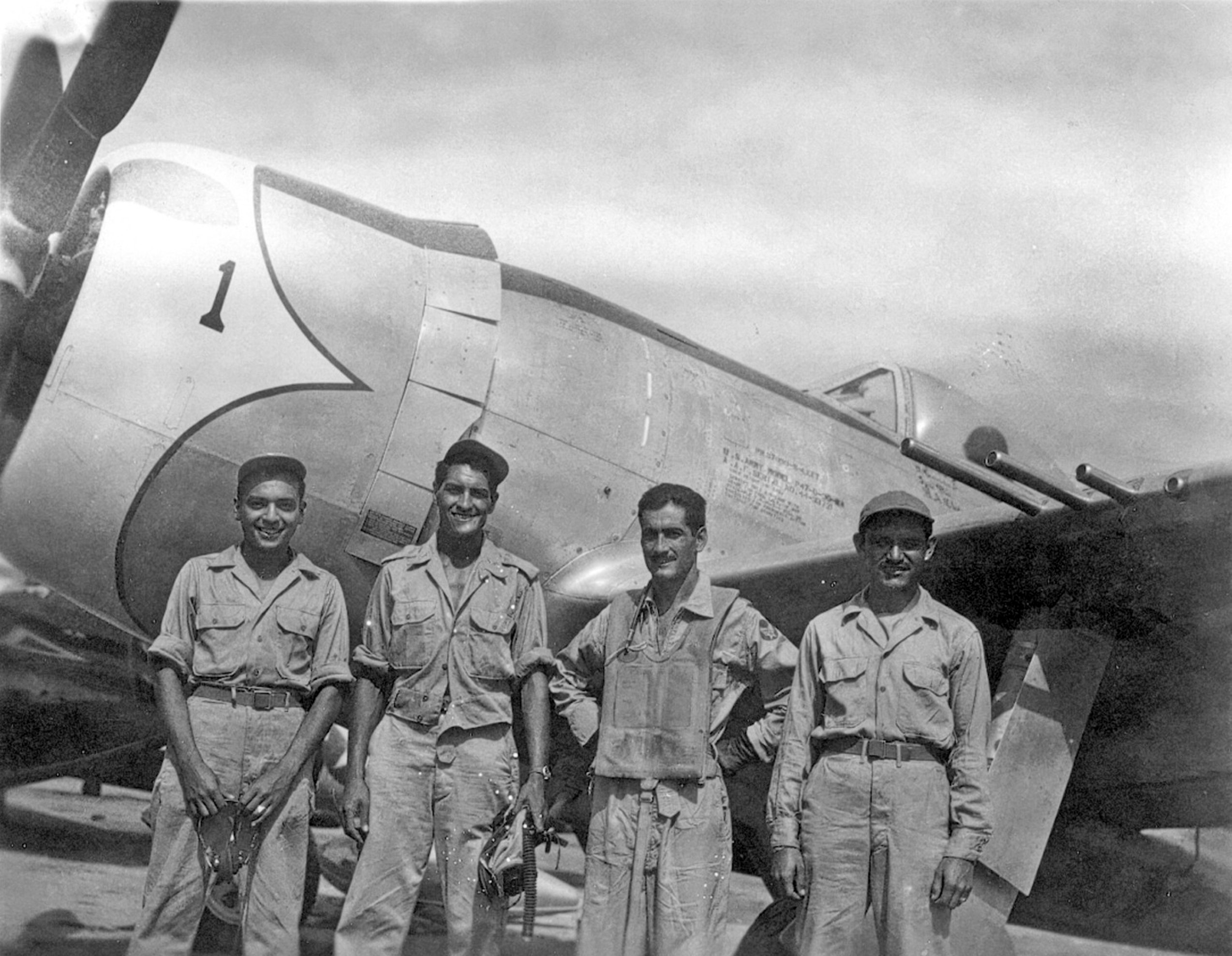
El capitán Radamés Gaxiola, del Escuadrón 201, junto a su equipo de mantenimiento frente a su caza P-47D, después de una misión de combate en Luzón

Entre el 4 de junio y el 4 de julio, la Fuerza Aérea Mexicana apoyó también en el avance de las tropas estadounidenses, enviando al Escuadrón 201 a bombardear las posiciones japonesas, tanto como una unidad, como en conjunto con el 58.º Grupo de Cazas. Durante este período, participaron en 53 misiones de apoyo aéreas, así como en varios combates terrestres contra tropas japonesas.
Después de asegurar las regiones económicamente importantes en el centro de Luzón, los estadounidenses procedieron a atacar la línea de defensa japonesa de la escuadra Shōbu en la Sierra Madre. Mientras tanto, las tropas japonesas habían logrado al menos expandir parcialmente la línea de defensa en las montañas, y Yamashita ya estaba tratando de llevar tantos suministros como fuera posible desde Baguió a la Sierra Madre y reunir tropas allí en abril. Decidió enviar las tropas a la Sierra para defender las ciudades de Aparrí, Tabuk y Kabugao. Los mensajes de radio interceptados por las unidades de decodificación estadounidenses apuntaban a nuevas concentraciones de tropas en Tuguegarao e Ilagan, donde Yamashita estableció los principales depósitos para abastecer a sus tropas. Estos dos lugares estaban particularmente bien fortificados y también se ordenaron allí los últimos tanques de la 2.ª División Blindada. A pesar de los intentos de concentrar los suministros en la Sierra, las tropas japonesas carecían de alimentos y municiones, y los vehículos y tanques carecían de repuestos y combustible. Además, los oficiales de reconocimiento estadounidenses observaron una gran cantidad de camiones enemigos dañados en las carreteras. Sin embargo, los aviones estadounidenses reportaron cientos de posiciones de defensa y baterías desplegadas en las montañas. Yamashita estaba en Tuguegarao con su personal y el teniente general Mutō.
En la tarde del 18 de junio, las tropas del I Cuerpo de EE. UU., apoyadas por dos batallones de tanques y cuatro divisiones de infantería del XI Cuerpo, un batallón de la 11.ª División Aerotransportada y cuatro divisiones de infantería del Ejército de Filipinas avanzaron hacia las montañas. Aunque los ingenieros japoneses habían volado o minado casi todos los puentes sobre el río Cagayán, el 30 de junio las fuerzas estadounidenses pudieron establecer una cabeza de puente a través del río en varios puntos y así avanzar hacia Tuguegarao, que Krueger consideraba el principal objetivo de la avance. Al igual que con la marcha a través del río Pampanga en enero, el avance a través del pantanoso Cagayán se hizo más lento. Especialmente, los camiones y tanques se atascaron en el barro y nuevamente solo la infantería pudo avanzar rápidamente. Debido a esto, el avance más allá del Cagayán se reanudó hasta el 6 de julio. Los aviones estadounidenses lanzaron constantemente ataques aéreos contra las posiciones japonesas durante el avance, pero no fue hasta el 20 de julio que las tropas estadounidenses pudieron alcanzar y romper las primeras defensas japonesas de la Sierra Madre. Un informe del personal estadounidense sobre Luzón afirmó: «En cualquier caso, la escuadra Shōbu retuvo nuestras formaciones durante el tiempo previsto por el general Yamashita». El I Cuerpo avanzó luego hacia Tuguegarao y, ya el 24 de julio pudo tomar la ciudad contra la ligera resistencia enemiga. El 30 de julio, Ilagan también cayó ante los estadounidenses. El cerco y la conquista de la ciudad se estancó esta vez por un gran ataque de las brigadas blindadas japonesas en la ciudad en la noche del 29 de julio. Sin embargo, después de que los vehículos oruga japoneses fueran completamente aniquilados por el intenso fuego aéreo y de artillería, el centro de la ciudad fue rápidamente tomado casi sin resistencia. Las tropas estadounidenses perdieron alrededor de 500 hombres en los combates antes de capturar estas importantes bases japonesas y, alrededor de 800 mientras aseguraban estos lugares. Las divisiones filipinas perdieron cerca de 3000 hombres durante el avance.
De la escuadra Shōbu cayeron unos 22 000 soldados, mientras que las tropas restantes, unos 58 000 hombres, se retiraron al sur de Baggao, al valle de Asin, donde discurría la última línea de defensa. Las tropas estadounidenses designaron este lugar como el Área de Última Resistencia. Yamashita y su personal ya habían ido allí el 12 de julio. Sin embargo, el suministro de los japoneses colapsó por completo con la conquista de Tuguegarao e Ilagan, ya que debido a los ataques aéreos estadounidenses y la falta de camiones operativos, no había suficientes vehículos disponibles para transportar los suministros al valle de Asin. Solo alrededor del 20 por ciento de la comida podría transportarse al Área de Última Resistencia. Pero las tropas estadounidenses detuvieron su avance a principios de agosto para prepararse para el asalto final contra los japoneses en Luzón. El avance estaba programado para comenzar el 18 de agosto.
El 3 de agosto, la situación de las tropas japonesas en el Área de Última Resistencia era desesperada: el agua potable y la comida escaseaban, y cada soldado no tenía más de 30 rondas de municiones. Los vehículos y las armas eran, en gran parte inoperables, debido a los ataques aéreos estadounidenses y la falta de repuestos, combustible y municiones. Además, el beriberi y la malaria se extendieron entre las tropas japonesas. Unos 6000 japoneses murieron de hambre en el Área de Última Resitencia, otros 3000 murieron de beriberi, pero según estimaciones estadounidenses, 40 000 soldados seguían luchando el 15 de agosto.

## Rendición

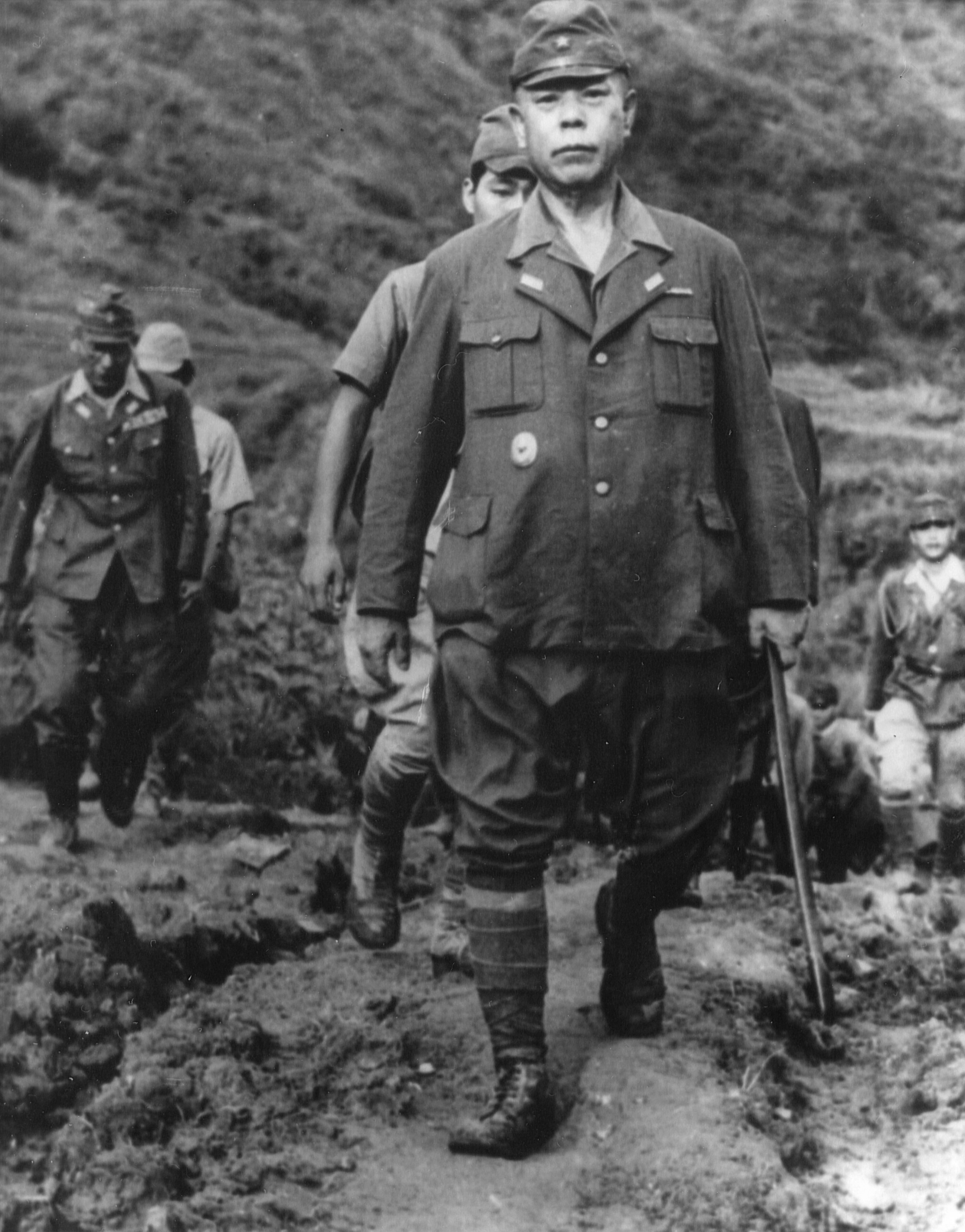
El general Tomoyuki Yamashita y su personal de camino a la ceremonia de rendición el 2 de septiembre de 1945

El 14 de agosto, pocos días después de que cayeran las bombas atómicas sobre Hiroshima y Nagasaki, el general Yamashita, con una bandera blanca, se presentó en el cuartel general estadounidense en Baguió para negociar con Jonathan M. Wainwright, Arthur Percival y el general MacArthur. Al mediodía del 15 de agosto, mientras las negociaciones aún estaban en curso, apareció un oficial estadounidense con una nota para los generales Krueger y MacArthur, que estaban presentes. Esta decía que el emperador Hirohito había ordenado en una transmisión de radio a todas las fuerzas armadas en Japón el «Decreto Imperial que ponía fin a la Gran Guerra del Este de Asia» y se rindieran. Yamashita se enteró del discurso un poco más tarde. Ese mismo día, se anunció un armisticio tras el cual las unidades estadounidenses dejaron de luchar contra las posiciones japonesas en la Sierra Madre. Sin embargo, debido a la falta de equipos de comunicaciones en funcionamiento, varias unidades japonesas desconocían el acuerdo y siguieron luchando. El 2 de septiembre de 1945, el general Yamashita firmó la rendición incondicional de todas las fuerzas japonesas que permanecían en Luzón. MacArthur, Wainwright, Krueger y también Percival estuvieron presentes. Percival, que se había rendido ante Yamashita al final de la batalla de Singapur, el 15 de febrero de 1942, se negó a darle la mano a Yamashita después de la ceremonia, creyendo que Yamashita había asesinado a miles de prisioneros de guerra aliados. Yamashita luego se echó a llorar.

### Consecuencias
Las tropas estadounidenses habían logrado el objetivo principal de la Operación Mike I, la captura de la isla de Luzón. En un informe del Estado Mayor al general MacArthur el 1 de abril de 1945, el general Krueger declaró: «Nuestras unidades en las áreas del oeste, norte y este de Manila [...] hasta el río Cagayán, así como en la capital misma, desde principios de este mes [ ...] ya no luchan contra una fuerza enemiga operativa. Estas áreas, marcadas como objetivos prioritarios, finalmente están […] aseguradas. Por otro lado, las formaciones en el norte, especialmente en la cordillera de la Sierra Madre, se enfrentan a una fuerza enemiga de 80 000 efectivos [...] que serán aniquilados en febrero [de 1946]». A partir de esto, aunque el Estado Mayor Conjunto ya consideraba que las regiones centrales de Luzón estaban aseguradas a principios de abril, estimaron que tomaría mucho más tiempo recuperar toda la isla. Sin embargo, dado que las tropas japonesas en el norte no eran percibidas como una amenaza real, en mayo fueron transferidas dos divisiones de infantería estadounidenses completas de Luzón a Okinawa.
El ejército japonés sufrió muchas bajas durante esta operación. Dado la falta de información japonesa precisa, se confía en la información de los reportes estadounidenses que, después del final de la lucha por la isla en agosto de 1945, informaron la destrucción de 186 tanques japoneses, 2304 cañones, 67 aviones y miles de vehículos. Se reportó también que 205 535 soldados japoneses habían muerto durante la lucha por Luzón. Dado que, según fuentes japonesas, a mediados de julio las tropas bajo el mando de Yamashita consistían en poco más de 50 000 soldados, 30 tanques y 560 cañones, el informe estadounidense parece creíble. Del lado aliado, un total de 9739 soldados estadounidenses y 9506 filipinos y alrededor de 200 000 civiles filipinos murieron durante la batalla de seis meses, principalmente como resultado de las masacres japonesas.

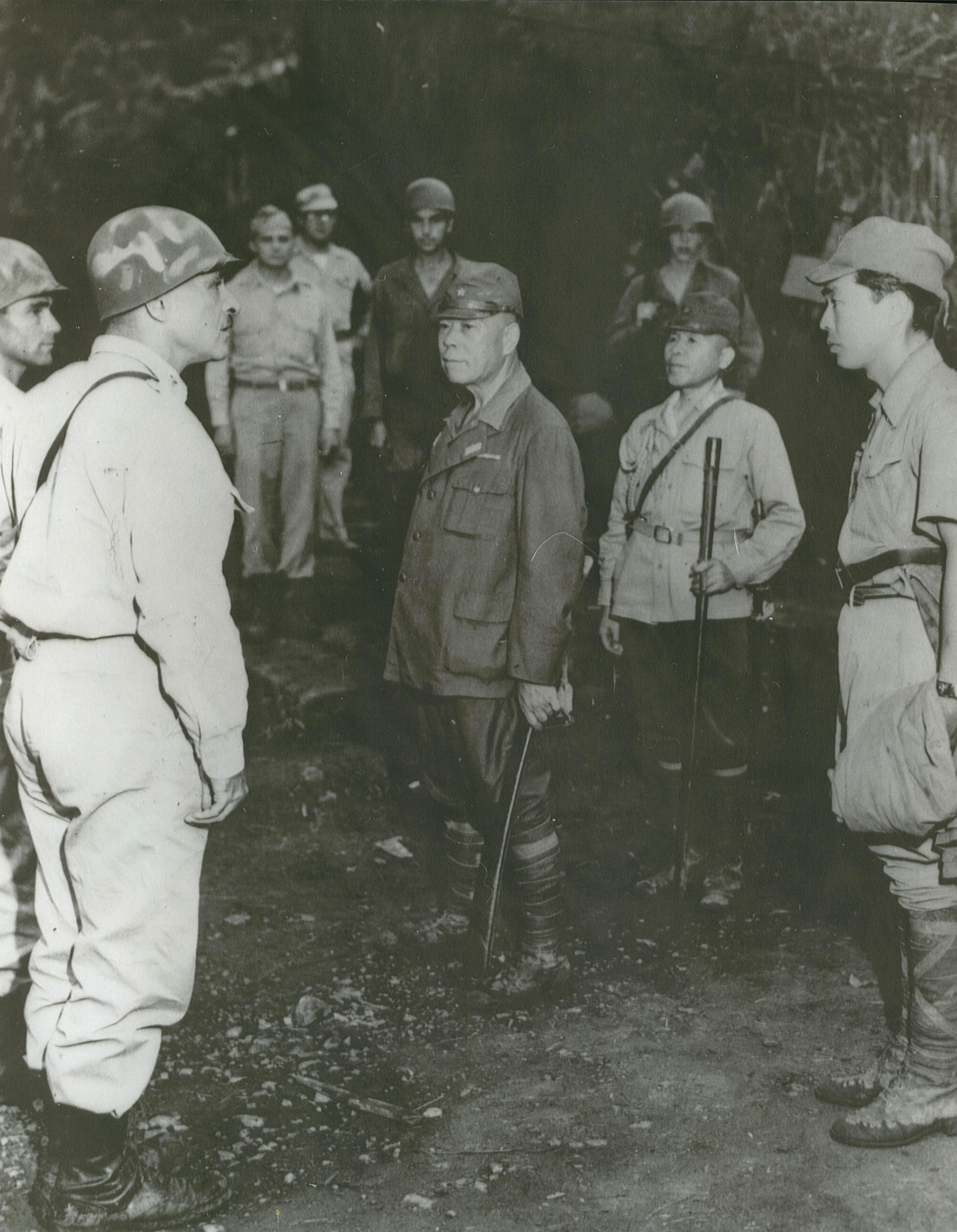
El general Tomoyuki Yamashita y su personal, negocian con los oficiales estadounidenses de la 24.ª División de Infantería el 2 de septiembre de 1945, poco antes de la rendición.

En el propio Japón, las numerosas bajas de la batalla de Luzón provocaron una crisis militar incluso antes del final de la guerra. El ataque estadounidense a Luzón acabó con un tercio del total de las fuerzas japonesas en el Pacífico occidental. Las altas bajas de esta y otras batallas, como la conquista de Okinawa, así como el bombardeo atómico de Hiroshima y Nagasaki, llevaron al gobierno japonés, ya bajo la presión del emperador Hirohito, a capitular ante los Aliados. Así, la rendición del general Yamashita se produjo el 2 de septiembre, el mismo día que todo el Imperio de Japón. Las tropas estadounidenses en Luzón, que ya habían dejado de luchar el 15 de agosto como resultado del armisticio, ahora se preparaban para internar y desarmar a las tropas japonesas restantes, cuya fuerza se estimaba en hasta 50 000 hombres. El último de los soldados japoneses en Luzón se rindió en diciembre de 1945, sin darse cuenta de la rendición de Yamashita. Un total de alrededor de 59 000 japoneses fueron hechos prisioneros de guerra después de la batalla de Luzón. El general Yamashita y el general Mutō se rindieron en la Sierra Madre con unos 50 500 hombres de la escuadra Shōbu. El general Rikichi Tsukada, comandante de la escuadra Kembu, se rindió con sus 5000 efectivos, mientras que el teniente general Shizuo Yokoyama se rindió con los 6000 supervivientes de la escuadra Shimbu, que contaba con 70 000 hombres al inicio de la batalla de Luzón. El desarme completo de estas tropas se llevó a cabo del 2 de septiembre de 1945 al 1 de enero de 1946. Un total de 55 000 fusiles, miles de pistolas, katanas de oficial y fusiles antitanque, así como 1239 piezas de artillería, 38 tanques y dos aviones fueron confiscadas por las tropas estadounidenses.
Todos los prisioneros japoneses fueron internados en Luzón como prisioneros de guerra en campos de prisioneros de Filipinas, incluido el campo de prisioneros de Cabantúan. 20 000 prisioneros de guerra, incluidos los generales Mutō y Tsukada, fueron desmovilizados oficialmente en febrero de 1946 y enviados de regreso a Japón entre febrero y julio de 1947. Otros 30 000 fueron enviados de vuelta a Japón entre 1948 y 1950. Sin embargo, el general Yamashita, junto con otros 167 oficiales y soldados japoneses, incluido el general Homma Masaharu, que había conquistado Filipinas en 1942, fue acusado durante los juicios por crímenes de guerra en Manila, entre otras cosas, por los crímenes de guerra cometidos por sus tropas en Luzón y declarado culpable. Luego se le impuso la pena de muerte a él y a otros 25 japoneses condenados. Incluso durante la audiencia, el juicio fue calificado de injusto porque los abogados defensores no habían tenido suficiente tiempo para preparar la defensa y varias autoridades, incluido MacArthur, presionaron a los jueces para que sirvieran de ejemplo para los próximos juicios de Tokio, con juicios rápidos y sentencias duras. En estos, el jefe de personal de Yamashita, Akira Mutō  fue posteriormente acusado de las masacres en Luzón y condenado a muerte.